# Jan Hus
Jan Hus (kolem roku 1370 pravděpodobně Husinec – 6. července 1415 Kostnice) byl římskokatolický kněz, český středověký náboženský myslitel, vysokoškolský pedagog, reformátor a kazatel. Hus byl, po Johnu Wycliffovi, jehož myšlenkami a argumentací byl inspirován, jedním z prvních reformátorů církve, který téměř o jedno století předběhl své následníky – reformátory Luthera, Bezu, Kalvína a Zwingliho.
Od roku 1398 vyučoval na pražské univerzitě, a v letech 1409–1410 byl jejím rektorem. Ve svých náboženských pracích kritizoval mravní úpadek, v němž se ocitla katolická církev. Katolická církev ho označila za kacíře, jeho učení za herezi, a exkomunikovala jej (1411). Přesto se Hus v listopadu 1414 dostavil na kostnický koncil, aby se tam očistil ze všech nařčení. Byl však odsouzen jako kacíř a následně byl vydán světské moci k upálení na hranici, když odmítl odvolat své učení.
K jeho odkazu se hlásili husité, a později i další církve a společnosti, vzešlé z české i protestantské reformace. Husité zahrnovali většinu české populace v Českém království, vytvořili tak velkou vojenskou sílu, a během tzv. husitských válek porazili několik křížových výprav. O století později bylo více než 90 % obyvatel českých zemí nekatolických, a někteří stále následovali učení Jana Husa a jeho nástupců.
V roce 1999 prohlásil papež Jan Pavel II., že lituje kruté smrti Jana Husa i následných obětí a rozdělení v českém národě a vyzval k usmíření a historickému hodnocení jeho osobnosti bez předsudků. Přes obecně rozšířené mínění však Jana Husa explicitně za reformátora církve neprohlásil, pouze konstatoval, že tzv. „husovská komise“ byla založena s cílem přesněji stanovit místo, jež Jan Hus zaujímá mezi těmi, kteří usilovali o reformu církve. Ohledně mnohých Husových názorů nepanuje v římskokatolické církvi shoda a zejména jeho ekleziologie (nauka o církvi) je považována za kontroverzní. K rehabilitaci Jana Husa nedošlo.
Den Husova upálení, 6. červenec, se stal českým státním svátkem. Jako svého svatého mučedníka jej (spolu se sv. mučedníkem Jeronýmem Pražským) uctívá česká starokatolická církev a pravoslavná církev (dle vyhlášení metropolity Kryštofa, arcibiskupa pražského). Pro Církev československou husitskou je výročí jeho smrti fakticky největším svátkem.

## Život

### Rodiště

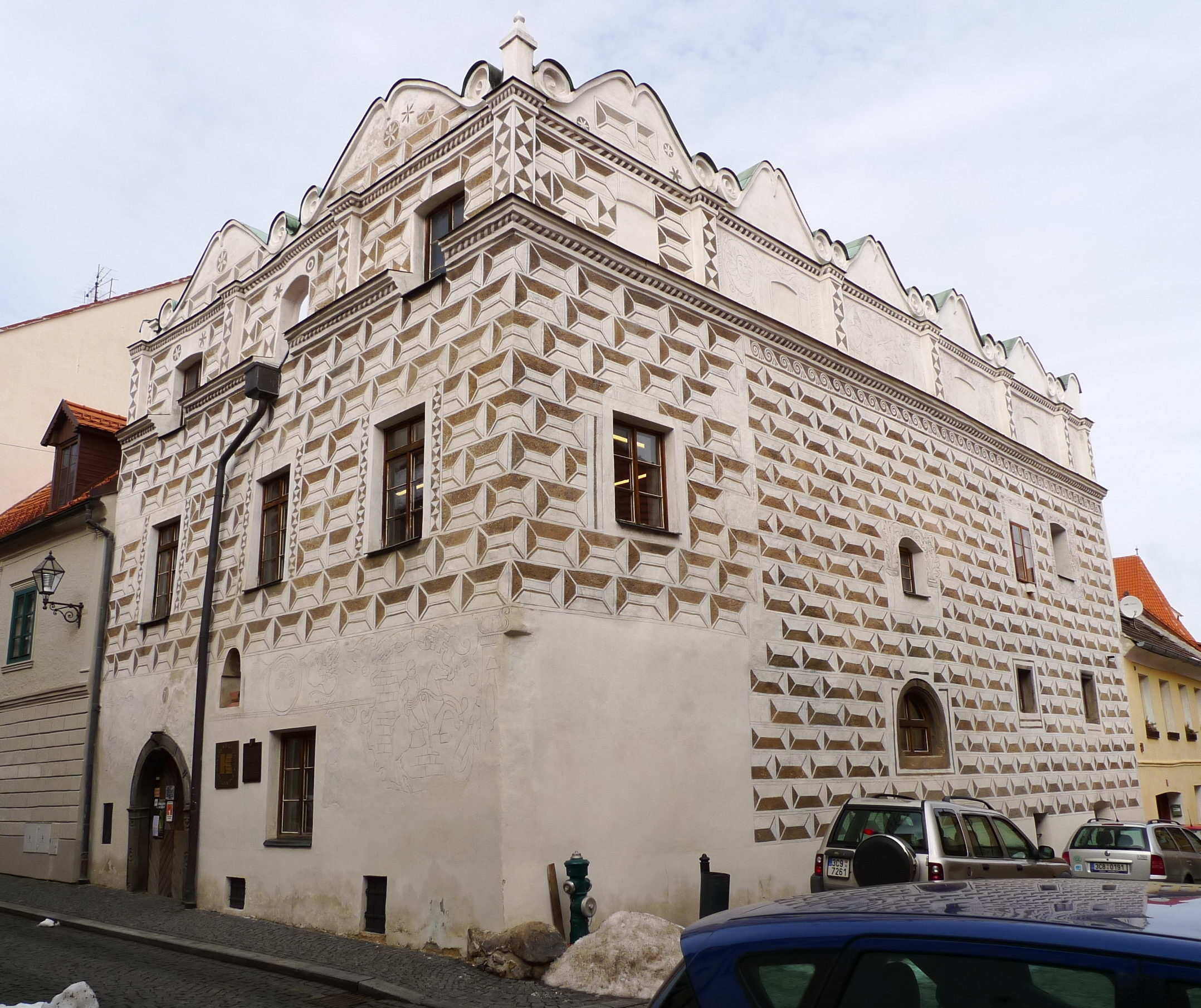
Husův dům v Prachaticích, kde podle tradice chodil do školy, Husova čp.71

Narodil se nejspíš v chudé poddanské rodině kolem roku 1370 v Husinci. Pravděpodobně šlo o Husinec u Prachatic, když tomuto svědčí údaje v jeho prvním životopise z roku 1480, který sepsal farář Jiřík Heremita. Podle tohoto se narodil v Husinci a jeho matka ho vodila do školy v Prachaticích. Štěpán z Pálče se pak ve svém traktátu Antihus z roku 1414 dovolává svědectví notáře Michala Mikulášova z Prachatic, podle kterého byl Hus jeho spolukrajan. Na druhou stranu, v seznamu duchovních svěcení z let 1395 až 1416 je v roce 1400 zapsáno vysvěcení Jana Michalova z Husince z kraje Boleslavského, což by svědčilo spíše pro Husinec u Prahy. V Husinci je tradičně udržován rodný dům Mistra Jana Husa, i když jde o domek vystavěný zřejmě až na začátku 17. století.

### Mládí a studia
O jeho rodičích není nic známo. Hus měl zřejmě jednoho sourozence, staršího bratra. Učit se číst, psát, počítat a osvojit si základy latiny bylo tehdy možné jen na farních školách. Taková byla i v nedalekých Prachaticích, není však jisté, jestli Hus získal vzdělání právě zde. Hus se musel učit nazpaměť morální a náboženská pravidla, evangelia o Ježíšově dětství atd. Když mu bylo asi 16 let, odešel studovat do Prahy na Karlovu univerzitu, kam jej pravděpodobně pozval jeho přítel Křišťan z Prachatic.
Jako student si také musel vydělávat na živobytí (např. tím, že zpíval v chóru při různých pobožnostech, nebo sloužil u některého z profesorů). Hus zpočátku toužil především po materiálním zabezpečení (tehdejší stravou studentů byl chleba s hrachem nebo zelím, dále voda nebo špatné pivo) a váženosti mezi lidmi, a proto také pilně studoval na kněze. Pod vlivem četby Písma a studia na univerzitě začal brát víru a kněžské poslání velmi vážně a svých dřívějších motivací hluboce litoval. Během milostivého léta v roce 1393 absolvoval čtrnáctidenní pouť po pražských kostelích a utratil poslední čtyři groše za odpustek (proti jejichž prodeji se později v životě vymezoval). Hus byl taky hudebně nadaný a skládal, nebo spíše upravoval písně tak, aby se lidem zpívaly co nejlépe.

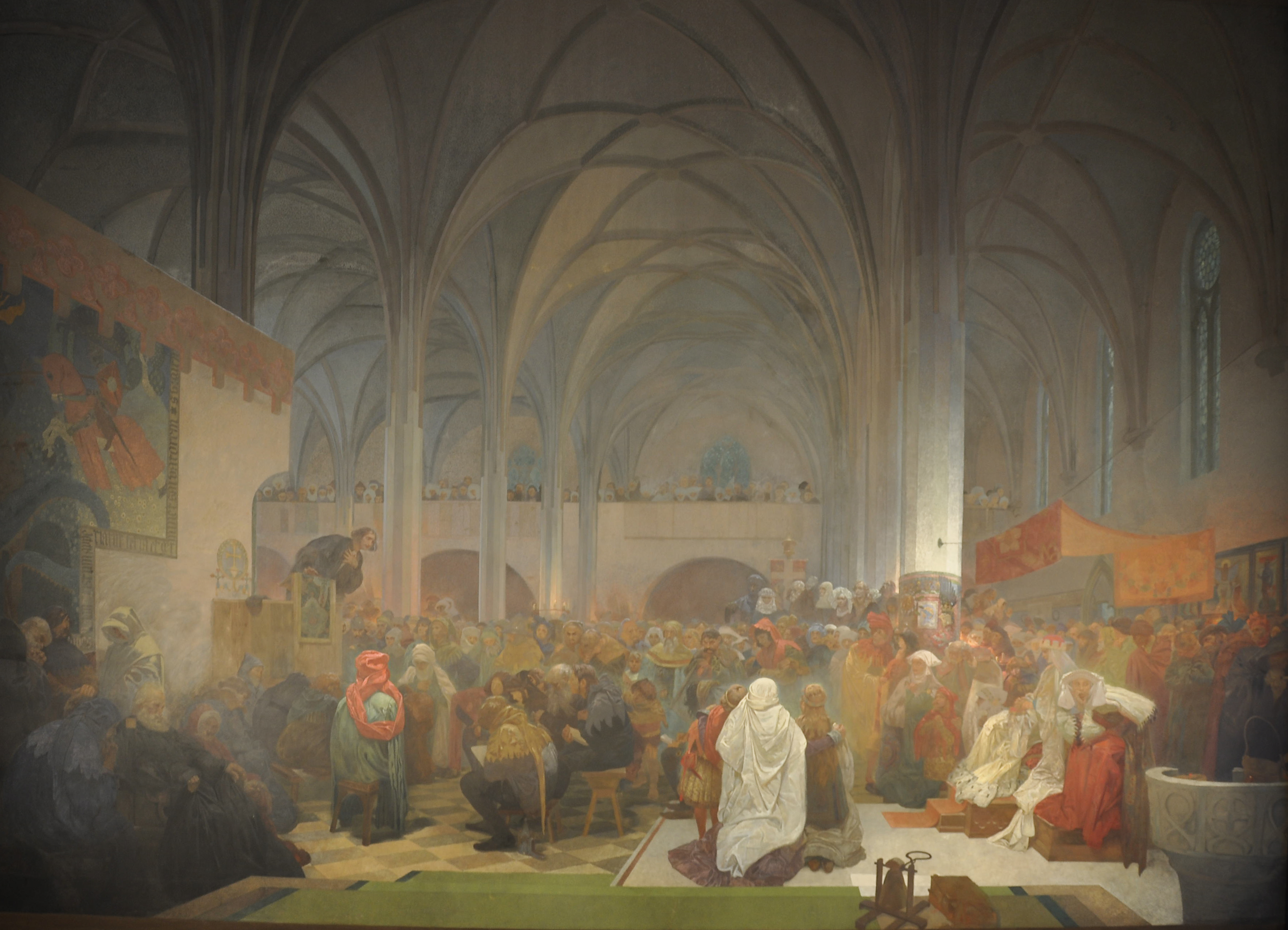
Obraz Kázání mistra Jana Husa v kapli Betlémské z cyklu Slovanská epopej od Alfonse Muchy, 1916

Na artistické fakultě získal roku 1393 hodnost bakaláře, roku 1396 mu byl udělen titul magistr (mistr) svobodných umění. Studentem byl spíše průměrným, při magisterské zkoušce byl desátý z dvaadvaceti, poté se však horlivě věnoval pedagogické činnosti a kazatelství. Po dvou letech (1398) se jako magister actu regens stal plnoprávným členem akademické obce, což ho na artistické fakultě opravňovalo k přednášení, vedení disputací a přípravě dalších studentů na promoce. Absolvování artistické fakulty mu umožnilo studium na fakultách odborných. Roku 1398 zahájil studium na teologická fakultě, roku 1404 se stal bakalářem biblických studií (cursor), 1408 řádným bakalářem teologie (formatus). Studium teologie ale magisterským gradem této fakulty nedokončil, a to především kvůli církevně-politickým sporům, do nichž byl zapojen. Dne 15. října 1401 byl zvolen děkanem artistické fakulty na zimní semestr 1401–1402.

### Kněžské a kazatelské působení

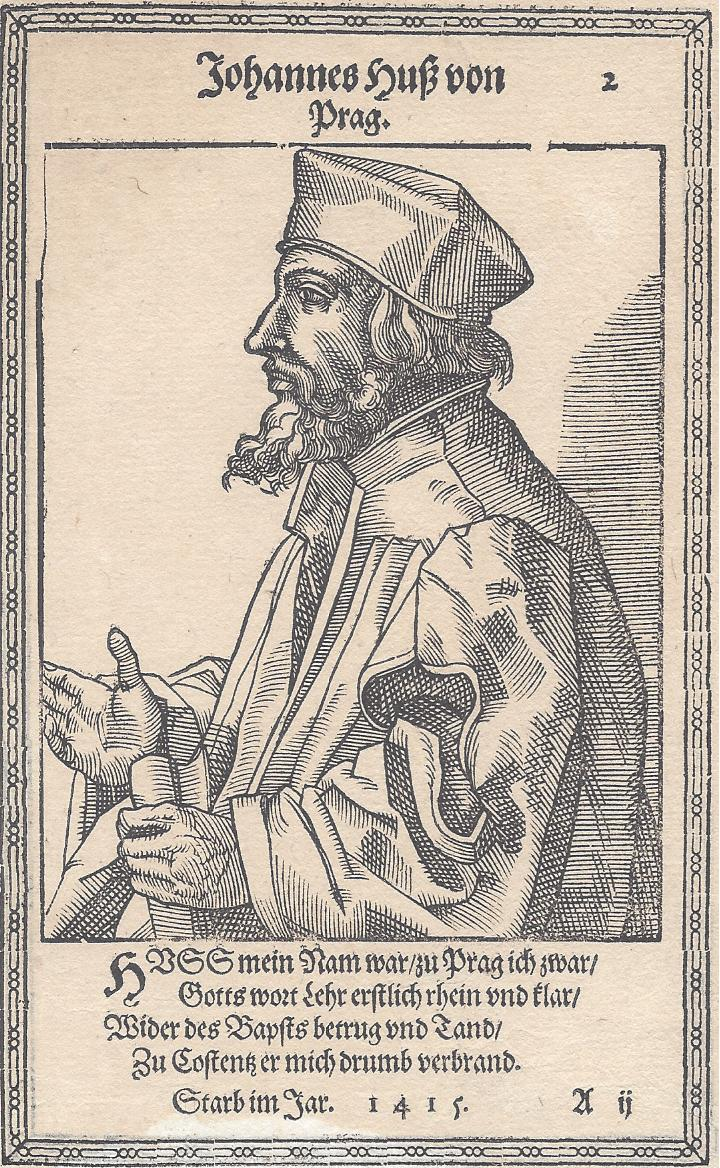
Domnělá Husova podoba, obraz neznámého mistra z 16. století

Souběžně s působením na pražské univerzitě se Jan Hus začal věnovat i dráze duchovního. V roce 1400 byl vysvěcen na kněze a začal kázat v kostele sv. Michala na Starém Městě pražském. Protože si získal značnou oblibu, byl 14. března 1402 povolán do Betlémské kaple, kde poté působil i jako její správce. V kázáních se, jako mnozí jiní duchovní té doby, věnoval i kritice církve a nabádal k její reformě. Pohyboval se v prostředí reformně naladěných mistrů na pražské univerzitě, jakými byli jeho učitel Stanislav ze Znojma a vrstevníci Štěpán z Pálče či Jakoubek ze Stříbra. Inspirovali se učením Johna Wycliffa, jakkoli Hus nepřejímal mnoho z Wycliffových radikálnějších názorů. Byl zastáncem realismu.
Hus měl z počátku podporu nového pražského arcibiskupa Zbyňka Zajíce z Hazmburka. Ten ho jmenoval do tříčlenné komise vyšetřující údajné zázraky odehrávající se díky zkrvaveným hostiím ve městě Wilsnack. Poté, co komise konstatovala, že jde o podvod s cílem vydělat na věřících peníze, arcibiskup poutě do Wilsnacku zakázal. Hus byl také dvakrát jmenován kazatelem na pravidelných kněžských synodách a to v roce 1405 a 1407, na kterých se vyjadřoval zejména k potřebě pozvednutí mravní úrovně života kléru, odstranění svatokupectví a omezení církevního bohatství. Přátelské vztahy mezi Husem a arcibiskupem však postupně ochladly. Někteří z Husových univerzitních kolegů (Stanislav ze Znojma a Matěj z Knína) byli vyšetřováni pro zastávání Wycliffových bludů. Sám Hus se před arcibiskupem přimlouval za kazatele Mikuláše z Velenovic, obviněného z kacířství. V roce 1408 podalo několik pražských farářů k arcibiskupovi stížnost na pohoršlivé výroky v Husových kázáních. Po odchodu mistrů Stanislava ze Znojma a Štěpána z Pálče k římské kurii, kam byli předvoláni pro obvinění z kacířství, a jejich následném zatčení v Bologni se Hus stal vůdčí postavou českého reformního hnutí.

### Dekret kutnohorský a koncil v Pise
Na pražské univerzitě existovaly dlouhodobě spory mezi čtyřmi tzv. univerzitními národy (univerzitní národy měly především administrativní úlohu, neodpovídaly modernímu pojetí národa), které se ještě vyostřily po hádání o 45 Wycliffových článků v roce 1403, ve kterých část reformně laděných mistrů českého univerzitního národa hájila Wycliffa, zatímco mistři zbylých tří národů (bavorského, saského a polského) se většinou zasazovali o jeho odsouzení. Když se kardinálové obou obediencí (západní církev se nachází v době dvojpapežství) shodli, že rozkol odstraní volbou nového papeže na koncilu v Pise, vyzval král Václav IV. univerzitu, aby se k účasti na tomto koncilu vyjádřila. Tento koncil měl, kromě zmíněného, jak bylo neformálně přislíbeno, potvrdit králi Václavu IV. jeho nároky na titul římského krále, jehož byl zbaven kurfiřty roku 1400, kteréžto rozhodnutí potvrdil papež Bonifác IX. Pražský arcibiskup Zbyněk Zajíc, stejně jako římský král Ruprecht Falcký zůstávali v obedienci Řehoře XII. Došlo tak k definitivnímu rozchodu arcibiskupa s Husem, který se přiklonil k řešení papežského schizmatu na pisánském koncilu.
V této situaci se král obrátil na univerzitu a aby dosáhl jejího souhlasu, změnil poměr hlasů na univerzitě pomocí tzv. Dekretu kutnohorského z 18. ledna 1409 tak, že nyní český univerzitní národ měl hlasy tři, zatímco ostatní univerzitní národy hlas jediný. Tím v podstatě odevzdal vedení univerzity reformnímu křídlu, které ho podporovalo. Mnoho studentů a vyučujících zbylých tří národů, podporujících Řehoře XII., se na protest přesunulo do zahraničí, většinou do Lipska, kde založili novou univerzitu. Sám Hus se vydání dekretu neúčastnil, protože v té době těžce onemocněl. Několik měsíců po vydání dekretu byl však na zimní semestr 1409–1410 zvolen rektorem univerzity.
Na koncilu v Pise byl papežem zvolen Alexandr V., zbylí dva papežové však odmítli odstoupit, schizma tedy pokračovalo. České země přešly po pisánské volbě pod obedienci Alexandra V., na jehož stranu se nakonec přiklonil i arcibiskup Zbyněk Zajíc z Hazmburka. Arcibiskup se nyní postavil proti reformnímu hnutí a nařídil odevzdání Wycliffových spisů. Sám Hus příkazu uposlechl a vlastní opisy osobně donesl arcibiskupovi s žádostí, aby bylo dokázáno, kde se v nich nalézají bludy. Arcibiskup se obrátil na Alexandra V., který bulou zasáhl proti Wycliffovým spisům a zakázal kázání na soukromých místech (což bylo namířeno především proti Husovu kázání v Betlémské kapli). Arcibiskup pak sám 16. července 1410 nechal spálit odevzdané Wycliffovy knihy (a to včetně knih o filozofii či matematice) a o dva dny později Husa uvrhl do klatby. Tím si proti sobě poštval nejen Husovy stoupence, ale i samotného krále Václava IV., který si nepřál, aby se šířily zvěsti o tom, že jeho království je nakaženo kacířstvím.

### Husův proces u papežské kurie a boj proti prodeji odpustků

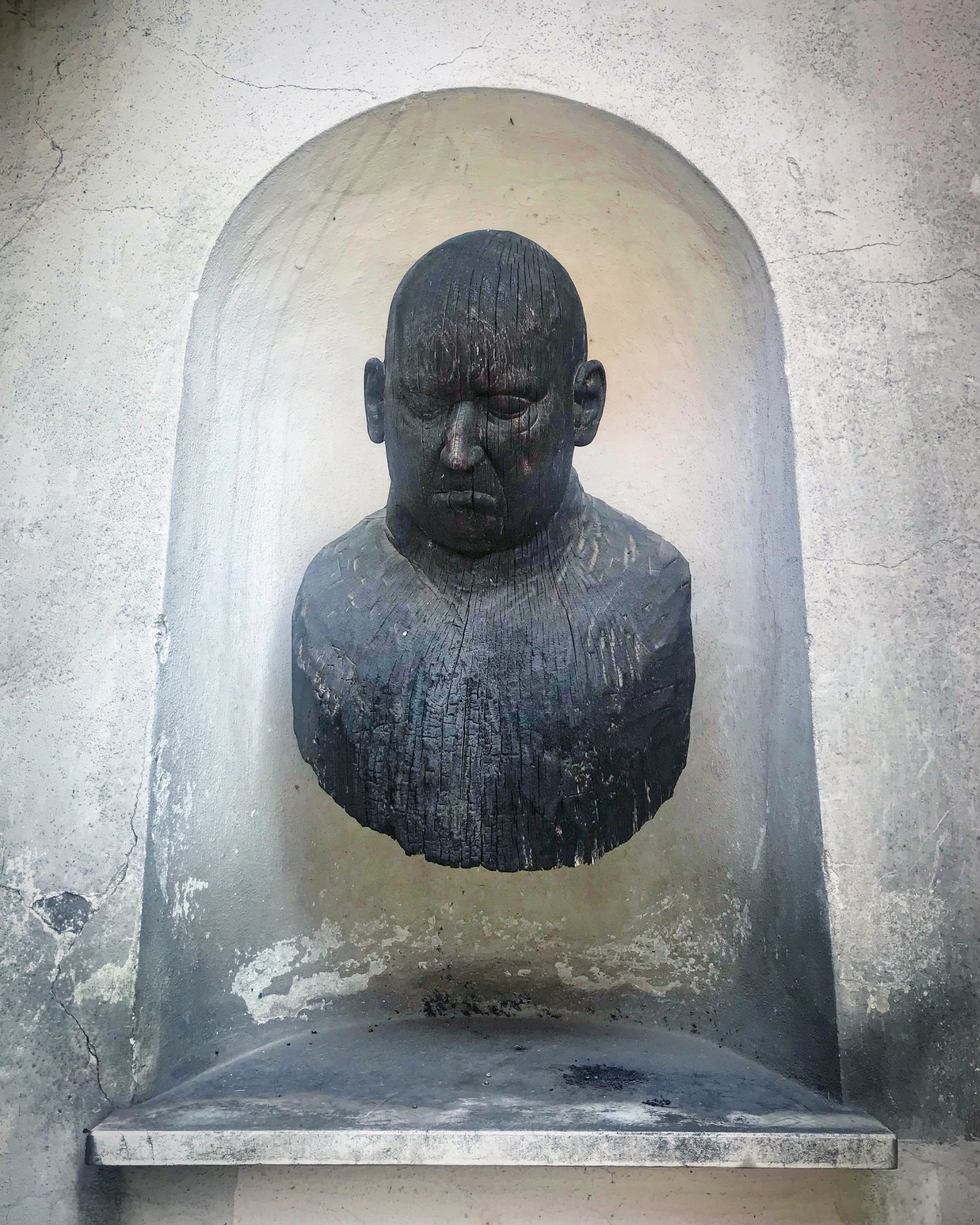
Podle studia pramenů vzhledu Mistra Jana Husa pro bustu na nádvoří Betlémské kaple mohl být Mistr Jan Hus podle autora sochy Daniela Paula spíše bez vousů a plnějších linií.

Jan Hus se proti rozhodnutí o spálení Wycliffových spisů odvolal k soudu Apoštolského stolce a zároveň sepsal traktát De libris hereticorum legendis (O čtení kacířských knih), ve kterém zastával názor, že pálení kacířských knih obecně odporuje názoru církevních otců i zdravému rozumu. Arcibiskup na Husa zároveň podal u kurie žalobu pro kacířství a Hus byl předvolán před soud. Protože se k němu v ustanovené lhůtě nedostavil a pouze za sebe poslal svého advokáta Jana z Jesenice, byla na něj v únoru 1411 vydána klatba. Hus pokračoval navzdory klatbě v kázání i v obhajobě některých Wycliffových spisů – sepsal spis Defensio articulorum Wycleff (Obrana Wycliffových článků). Přesto nakonec došlo na nátlak českého krále ke smíru mezi arcibiskupovou stranou a stranou Husovou, a to v červenci 1411, avšak 5. září téhož roku Zbyněk Zajíc utekl z Prahy do Uher. Na cestě vynucený smír odvolal a 28. září zemřel. Jeho nástupce Albík z Uničova nastoupil do úřadu díky králově podpoře a s Václavem IV. nadále spolupracoval.
Spor se opět přiostřil, když Hus vystoupil proti bule o křížové výpravě, vyhlášené roku 1412 Janem XXIII., proti králi Ladislavu Neapolskému. V této bule vzdoropapež vyhlásil odpustky každému, kdo se bojů zúčastní či finančně přispěje na vedení války. Hus označil prodej odpustků za svatokupectví a papežovo vyhlášení války za odporující Kristovu přikázání lásky. Václav IV. však papežovu bulu z politických důvodů podpořil, Hus tak nemohl nadále počítat s královou ochranou. Jan Hus 17. června uspořádal univerzitní disputaci, na které dokazoval teologickou pomýlenost papežovy buly, a proti prodeji odpustků vystupoval i veřejně v kázáních. Hus se nyní názorově rozešel s bývalými přáteli Stanislavem ze Znojma a děkanem teologické fakulty Štěpánem z Pálče, kteří se rozhodli papežovu bulu hájit a zároveň se zřekli Wycliffa. V Praze vznikaly nepokoje, a tak teologická fakulta znovu oficiálně odsoudila 45 Wycliffových článků (tentokrát s královou podporou) a král zakázal veřejné protesty proti papežské bule. 10. června 1412 byli za porušení tohoto zákazu zatčeni tři mladíci. Hus se za ně přišel následujícího dne přimluvit na radnici, ale přesto byli popraveni.

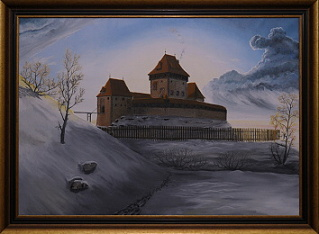
Kozí Hrádek, kde Jan Hus nějaký čas pobýval

Na Jana Husa v říjnu 1412 Jan XXIII. vyhlásil ztíženou klatbu (tzv. agravaci) spojenou s interdiktem, stejně jako na všechny, kdo se s ním stýkali. Papež zároveň nařídil, že má být Hus zajat a souzen podle církevních zákonů a že má být zbořena Betlémská kaple. V tomto okamžiku se Jan Hus od papeže odvolal ke Kristu jako „nejvyššímu soudci“. Byl vyhlášen interdikt na místech, kde Hus pobýval, na podzim došlo k uskutečnění zákazu bohoslužeb. Tažením proti odpustkům Jan Hus ztratil podporu královského dvora, ten ho tedy tentokrát proti vyhlášení klatby nechránil.[zdroj?] Opustil proto Prahu, aby se uchýlil na venkov. Občas se přesto do hlavního města vracel. Není jasné, kde všude nacházel přístřeší. Určitější jsou pouze zmínky o jeho přítomnosti na Kozím Hrádku (od dubna roku 1413). Odtud pak na jaře roku 1414 odešel do Sezimova Ústí, kde několik měsíců přebýval pod ochranou Anny z Mochova, vdovy po pánu Janovi z Ústí.
Souběžně s tím se začal vyostřovat spor o svobodné kázání, v němž se Hus nejpozději od zatčení Mikuláše Abrahama z Velenovic v roce 1408 otevřeně stavěl za to, že z Bible může veřejně kázat i laik, a to bez jakéhokoli církevního schválení. Odvolával se přitom na zprávy z evangelií, kde Ježíš evangelizaci přímo nařídil všem svým následovníkům. Tím ovšem Hus zásadním způsobem zaútočil na církevní disciplínu.
Ve stejné době začal Hus také výrazněji podporovat překládání Bible do jazyka prostého lidu. Jednak trval na tom, že číst Bibli ve srozumitelném jazyce mají právo všichni lidé, nejen učenci a kněží. Zároveň dobře věděl, že autorita zkažených představitelů dobové církve, žijících v hlubokém rozporu s Písmem, nemůže obstát, budou-li mít lidé k Bibli v mateřském jazyce snazší přístup. Husova podpora neautorizované veřejné evangelizace, a podpora překladů Bible do srozumitelné češtiny a němčiny, byla nakonec jedním z klíčových bodů jeho pozdějšího otevřeného rozkolu s církví.
Právě tehdy pak prožil své klíčové vnitřní obrácení. Šlo o období hlubokého rozjímání nad Písmem, kdy byl vzdálen od ruchu města, ale také o období veřejného kázání v duchu prvních apoštolů. Nikoli z kazatelny, ale o evangelizaci dům od domu, mezi políčky, mezi ploty, v lesích a na cestách. V té době také napsal své stěžejní dílo De ecclesia, v němž zcela otevřeně v duchu Viklefa kritizuje soudobou církev. O rok později ho z Ústí vyhnala morová epidemie.
Pražská teologická fakulta odsoudila Husa jako bludaře roku 1413, vytýkala mu body v nauce o svátostech, svatých a odpustcích, vzpírání se autoritě církve, proti níž staví osobní výklad Písma svatého, a vzpírání se poddanosti vůči papeži, biskupům a kněžím.
20. dubna 1414 se Hus inkognito vrátil do Prahy, sepsal odsud několik listů. 30. dubna zaslal Jan XXIII. litomyšlskému biskupu Janovi výtku ohledně rozšíření Viklefova a Husova učení v Čechách, s žádostí o napomenutí pražského arcibiskupa Konráda z Vechty. V téže době arcibiskupovi Konrádovi zaslal seznam Husových bludů v traktátu De ecclesia kancléř pařížské univerzity Jean Gerson. Až do odjezdu na svolaný Kostnický koncil žil Jan Hus pod ochranou Jindřicha Lefla z Lažan na hradu Krakovci.

### Pokračování Husova procesu na kostnickém koncilu

#### Příjezd do Kostnice a obnovení procesu
Kostnický koncil, který svolal 30. října 1413 Jan XXIII. po naléhání římského krále Zikmunda na 1. listopad 1414, měl tři hlavní cíle: ukončení neúnosného stavu rozkolu západní církve – causa unionis, reformu církve „v hlavě i v údech“ (in capite et membris) – causa reformationis a odstranění současné hereze – causa fidei. Již z tohoto určení vysvítalo, že proces s Janem Husem, zahájený u kurie Alexandra V., bude tvořit pouze jednu z položek programu koncilu.
Husovým odvoláním ke Kristu (které kanonické právo neumožňuje), případně ke svolanému koncilu, jak je později interpretoval Husův advokát Jan z Jesenice, nebyl dokončen proces, který papežská kurie s Husem vedla. Kostnický koncil měl tento proces převzít. Jan Hus se na pozvání krále Zikmunda 11. října (dosud bez královského glejtu) vydal na koncil v domněnce, že mu bude umožněno svobodně disputovat o jeho nauce a víře, avšak neuvědomil si, že již od začátku s ním byl v Kostnici veden právní proces, navazující na nedokončený proces předešlý. Glejt, který na cestu Husovi vystavil král Zikmund Lucemburský, nemohl – jak vyplývá i z jeho znění – zaručit nic víc, než bezpečnou cestu Zikmundovým územím do Kostnice (přes Zlatou cestu); církevní soud koncilu se vymykal králově pravomoci. Spolu s Husem cestovali Václav z Dubé a Jan Kepka z Chlumu, a to se dvěma vozy a více než třiceti koňmi. V Kostnici se k Husovi přidružil zástupce univerzity Jan Kardinál z Rejštejna, a písař poselstva Petr z Mladoňovic, který zůstal s Husem do posledních dnů a zasloužil se o sepsání Husova životopisu. Nejvlivnější osobnost, která Husa podporovala, byla královna Žofie, manželka Václava IV., která bránila husitství až do nepokojů 30. července 1419.
Do Kostnice Hus dorazil 3. listopadu a okamžitě se po městě rozkřiklo, že je zde přítomen „zatvrzelý kacíř český“. Tuto hlášku vypustil Husův odpůrce Michal de Causis. Papež v Kostnici zrušil nad Husem klatbu, zřejmě i pro právní souvislosti, které jeho pobyt přinášel pro ostatní koncilní účastníky. V době Husova pobytu v Kostnici Jakoubek ze Stříbra v Praze začal podávat přijímání pod obojí způsobou. K takové praxi byl sám Hus zdrženlivý a sám také za své aktivní kněžské služby nikdy pod obojí nepodával. V Kostnici se 27. listopadu roznesla zpráva, že Jan Hus chce uprchnout, proto byl následujícího dne, pod záminkou rozhovoru s kardinály, přiveden do paláce, kde dlel i Jan XXIII. a kde došlo k jeho zatčení.

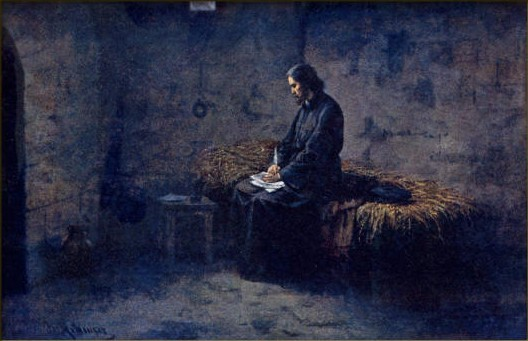
Jan Hus píše ve vězení dopisy svým přátelům (obraz Josefa Mathausera)

Husův žalobce Michal de Causis podal proti Husovi první články, v nichž jej obvinil z osmi bludů. 4. prosince byla papežem jmenována vyšetřovací komise pro otázky kacířství. V čele komise stanuli patriarcha cařihradský – Jan de Rupescissa, biskup kastelský – Bernard z Citta de Castelo a biskup lubušský – Jan z Bořečnice. O dva dny později byl Jan Hus uvězněn v kobce dominikánského kláštera na ostrově na Bodamském jezeře, kde byl držen až do března 1415. Komise Husovi předložila 45 odsouzených Viklefových článků. O 26 Hus prohlásil, že je „nedržel a nedrží“, u 4 vyslovil pochybnost, zda se ve Viklefových spisech vůbec nalézají a u zbývajících 15 článků přiznal, že je ochoten je hájit, nikoli však v jejich bludném smyslu. Hus ve vězení brzy onemocněl, jednání bylo tedy přerušeno, avšak u Husa vypovídali pod přísahou pražští i jiní vyučující a další svědci. Husovi byla v souladu s kanonickým právem jako obviněnému z hereze odepřena pomoc advokáta. V Praze bylo Husovo zatčení přijato jako porušení královského glejtu, někteří z českých a moravských pánů proto u Zikmunda intervenovali.
Král Zikmund po svém příjezdu 25. prosince do Kostnice žádal kardinály o Husovo propuštění, avšak ti pohrozili, že se sněm rozejde. Král kvůli zachování důležité věci odstranění rozkolu v církvi nakonec na nátlak 4. ledna 1415 ustoupil, dostalo se mu však slibu, že Janu Husovi bude zajištěno veřejné slyšení. Zároveň mu byla změněna vazba a 9. ledna 1415 byl přemístěn do mírnějšího vězení v rovněž v dominikánském klášteře.
Když se Husův zdravotní stav zlepšil, bylo mu předloženo 42 článků, které Štěpán z Pálče vybral z Husova spisu De Ecclesia (O církvi). Tyto články byly často vybrány velmi nepřesně ve srovnání s původním zněním spisu a Hus k nim v žaláři sepsal odpovědi. Byl mu také předložen komentář k bule Jana XXIII. odsuzující Viklefovy spisy a Hus označil za autora Jana z Jesenice, ovšem s tím, že má tuto informaci pouze z doslechu. Komise několikrát žádala Husa, aby se podrobil rozsudku 12 či 13 mistrů, avšak on se chtěl zodpovídat jedině sněmu.
Ve vězení Hus sepsal několik spisů, O pokání, O milování Boha, O třech nepřátelích člověka, O smrtelném hříchu, O přikázání Páně a modlitbě, O manželství a O svátosti oltářní. Také psal šifrované dopisy těm, kteří ho provázeli na koncil. Šifra spočívala v tom, že Hus přeměňoval samohlásky na písmena, které v abecedě následovala po ní. Dostával zde i dopisy z Čech a na začátku března 1415 jej směl navštívit dlouholetý přítel Křišťan z Prachatic. 21. ledna dorazil na koncil Jean Gerson se svým soupisem dvaceti Husových bludných článků ze spisu De Ecclesia; ty Jan Hus označil za lživé.

#### Situace po útěku Jana XXIII.

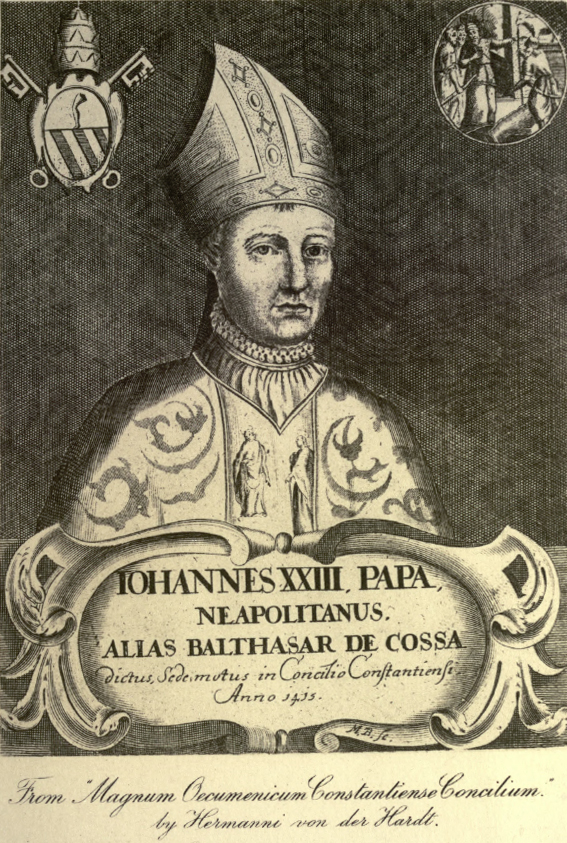
Papež Jan XXIII.

V březnu 1415 se začaly události koncilu vyvíjet velmi dramaticky. 2. března papež Jan XXIII. pod nátlakem prohlásil, že je ochoten abdikovat, učiní-li to i Řehoř XII. a Benedikt XIII. V noci z 20. na 21. března však prchl v přestrojení za pacholka z Kostnice do Laufenburgu, kde 30. března odvolal svůj slib abdikace. Hrozilo, že se koncil rozejde. V nastalém zmatku se všichni přestali o Husovu kauzu zajímat, přesto dal kostnický biskup Otto Jana Husa převézt na svůj hrad v Gottliebenu.
6. dubna překonal koncil vážnou krizi vyhlášením svrchovanosti koncilu nad papežem dekretem Haec Sancta. Jan XXIII. byl opětně 13. a 14. května předvolán před koncil a vyzván k abdikaci. Odpověď nepřicházela, proto byl zatčen, byla proti němu shromážděna obvinění a zahájen proces. 29. května koncil prohlásil, že bude-li papež sesazen, nikdo bez jeho svolení nesmí přistoupit k volbě nového papeže, a nato Jana XXIII. sesadil.
Po papežově útěku byla koncilem jmenována nová vyšetřovací komise, která se měla zabývat Husovým případem. Ta provedla revizi seznamu údajných Husových bludů sestaveného Štěpánem z Pálče. Ze 42 článků ponechala v původním znění pouze 11 a 28 nově formulovala. 4. května bylo na veřejném zasedání koncilu zavrženo 45 Wycliffových článků, jeho knihy a ostatky pak byly odsouzeny ke spálení. Mezitím bylo koncilu a králi Zikmundovi předloženo několik protestních listů z Čech a prohlášení sepsané českými šlechtici pobývajícími v Kostnici. Tyto listy protestovaly proti Husovu zatčení a věznění (a tedy v jejich očích porušením Zikmundova glejtu) a žádali koncil, aby mu poskytl veřejné slyšení. Žádosti o veřejné slyšení bylo nakonec zejména na nátlak Zikmunda Lucemburského vyhověno a bylo stanoveno na 5. června 1415. Hus byl za tímto účelem také převezen zpět do Kostnice a uvězněn v cele zdejšího františkánského kláštera.

#### Husova slyšení před koncilem

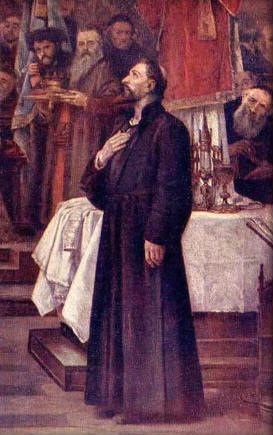
Jan Hus souzen na sněmu kostnickém r. 1415 (detail obrazu Václava Brožíka)

Husovi byla nakonec poskytnuta slyšení tři a to ve dnech 5., 7. a 8. června. Proběhla v refektáři zdejšího františkánského kláštera. Akta koncilu se nezachovala, a tak jsou historici odkázáni na osobní vzpomínky účastníků, především Petra z Mladoňovic.
Původně chtěli soudci žalobní články projednat za Husovy nepřítomnosti a jemu pak už jen přečíst rozsudek. Tento postup byl však zmařen zásahem krále Zikmunda, kterého o něm informovali Husovi průvodci. Ti také předložili Husovy traktáty De ecclesia, Contra Stanislaum a Contra Palecz, pro srovnání s žalobními články. Hus sám chtěl některé z těchto spisů před koncilem raději zatajit a své přátele za jejich vydání pokáral. Jan Hus byl v tuto chvíli na slyšení přiveden, nemělo však podobu akademické debaty, o níž usiloval – ta byla v procesech s osobami podezřelými z kacířství z hlediska kanonického práva nepřípustná. Hus se měl pouze vyjádřit k článkům obžaloby. Když se pokusil svá stanoviska vysvětlovat, bylo mu řečeno, aby zanechal mudrování a odpovídal pouze „ano“ nebo „ne“. Pokud se odmlčel, bylo to interpretováno jako přiznání viny. Kvůli hluku a zmatku muselo být pokračování odloženo na pátek 7. června.
Druhé slyšení se odehrálo bezprostředně po zatmění Slunce a zúčastnil se ho i král Zikmund. Byly na něm projednávány svědecké výpovědi týkající se zejména Husova vztahu k učení Johna Wycliffa. Hus souzněl s mnoha Wycliffovými názory na reformu církve a přiznal se i k výroku, že doufá a věří, že Wycliffova duše došla spásy. Odmítal však Wycliffovy radikální názory, jakými bylo popírání transsubstanciace (proměny podstaty chleba a vína ve svátosti oltářní v tělo a krev Ježíše Krista) či tvrzení, že kněz ve stavu smrtelného hříchu neplatně uděluje církevní svátosti (Hus dodal, že je skutečně uděluje, ovšem nehodně a nedůstojně). Když se ho kardinál Zabarella zeptal, proč se odmítá přiznat k bludům doloženým svědeckými výpověďmi, dovolal se Boha a svědomí s tím, že je nikdy neučil. Na to mu kardinál d'Ailly odpověděl: „My přece nemůžeme soudit podle tvého svědomí, nýbrž podle toho, co zde bylo proti tobě dokázáno.“ Dále se řešila i situace okolo vydání Dekretu kutnohorského, Husův odpor proti spálení Wycliffových knih v roce 1410 či jeho odvolání ke Kristu.
Během třetího slyšení se probíraly žalobní články vybrané z Husových spisů. Proti formulaci celé řady článků Hus protestoval s tím, že byly citace z jeho knih zkomoleny tak, že dávaly zcela jiný smysl, nebo byly alespoň vytrženy z kontextu. Došlo tedy ke srovnání s příslušnými pasážemi z jeho spisů, které měl koncil po ruce. Některé články byly skutečně později z obžaloby vyškrtnuty, u jiných kardinál d'Ailly prohlásil, že se v původní znění nachází ještě horší bludy než v uvedených článcích. První články se týkaly Husovy Wycliffsky zabarvené definice církve, dále jeho názorů na papežský úřad, papeže a jeho pravomoci a na kardinály. Když mu byl připsán názor, že papež, biskup nebo prelát žijící ve smrtelném hříchu není papežem, biskupem nebo prelátem, vysvětlil, že je jím stále co do úřadu (může tedy platně vykonávat úřední či svátostné úkony), ale nikoli co do zásluh a tedy jím není hoden před Bohem. Toto pojetí pak při slyšení vztáhl i na světské pány, včetně krále. Přítomný král Zikmund na to reagoval slovy: „Jene Huse, nikdo nežije bez hříchu.“ Hus tento článek hájil i s odkazem na nedávné sesazení papeže Jana XXIII. Další články se zabývaly Husovými názory na církevní tresty. Na obžalobu z tvrzení, že žádný kacíř nemá být kromě trestu církevního potrestán světským soudem smrtí, které se nikde v jeho knize přímo nenacházelo, odpověděl, že kacíř by měl být laskavě poučen Písmem svatým a důvody z něho vyplývajícími. Připustil však, že pokud by takový ani po poučení nechtěl upustit od bludů, mohl by být potrestán i fyzicky. Z dalšího čtení příslušné pasáže knihy O církvi však k všeobecnému pobouření ještě vyplynulo, že přirovnal ty, kdo vydávají nevinné světskému soudu k popravě, k biblickým farizeům, kteří stejně naložili s Kristem. Hus dále zcela odmítal uvalování interdiktu a hájil právo neuposlechnout nespravedlivě uvalené klatby, což souviselo s obhajobou vlastního výkonu kněžských povinností a kázání poté, co na něj byla roku 1411 uvalena klatba.
Na závěr slyšení vyzval předsedající kardinál d'Ailly Jana Husa, aby se podrobil rozhodnutí a poučení koncilu, tedy aby 1. pokorně vyznal svůj blud v článcích, které dosud držel, 2. aby ty články odpřisáhl a přísahal, že je už nechce ani učit ani hájit, 3. aby veřejně odvolal všechny články, které mu zde byly dokázány, a 4. aby učil, držel a kázal jejich opak. Hus reagoval s tím, že by se chtěl pokorně podrobit koncilu a dát se poučit, nemůže však lhát, tedy přiznat se k bludným článkům, které se mu falešně připisují, a odvolat je. O názorech, které skutečně hájil, prohlásil, že je ochoten je odvolat, pokud mu bude dokázáno, v čem jsou chybné. Hus byl poté přítomnými včetně krále Zikmunda opakovaně vyzýván k odvolání a to i článků, o kterých tvrdí, že je nedržel, s tím, že alternativou je odsouzení za kacířství. Hus trval na tom, aby byl poučen, kde se mýlí. Po skončení výslechu byl Hus odveden, zatímco Zikmund se obrátil k některým z přítomných církevních hodnostářů s doporučením, aby Husův proces rychle ukončili, protože byl dostatečně usvědčen z kacířství – pokud neodvolá, ať je podle práva upálen, a i pokud by odvolal, nemá mu být dovolen návrat do Čech, kde by mohl znovu šířit bludy.

#### Závěr Husova procesu

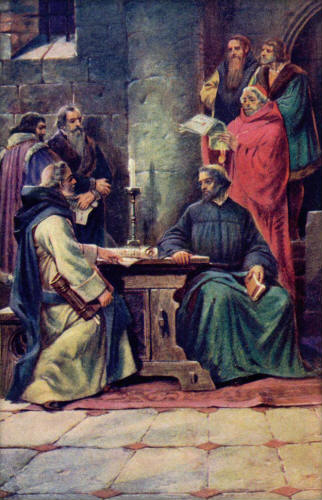
Poslední vyzvání mistru Husovi ku podepsání odvolací formule v den před upálením 5. července 1415 (obraz Kamila Vladislava Mutticha)

Členové sněmu se nevzdávali naděje, že Jan Hus odvolá, a 18. června mu předložili zúžený seznam článků, které měl odvolat. To však odmítl a opět poukázal na nepravdivost většiny svědeckých výpovědí. V druhé polovině června byl pak ve vězení opakovaně navštěvován účastníky koncilu, včetně bývalého kolegy a přítele Štěpána z Pálče, kteří se ho snažili přesvědčit, aby se podrobil koncilu a odvolal. Hus v jednom z rozhovorů nabídl formulaci: „Dosvědčené bludy jsem nikdy nekázal, nedržel a netvrdil. Nebudu je kázat, ani držet, ani tvrdit.“ Ta ale nebyla přijata.
20. června byly Husovy spisy odsouzeny ke spálení a Husovo učení bylo zavrženo. Jistým vysoko postaveným členem koncilu, kterého ve svých listech nazývá „Pater“ (otec), mu byla zaslána nová, zmírněná odvolací formule, ve znění: „Já, etc., kromě prohlášení, jež jsem jindy učinil a jež zde chci pokládat za opakované, prohlašuji znovu, že ačkoli se mi přičítá mnoho věcí, jichž jsem nikdy nemyslil, přece ve všem, co mi bylo přičteno nebo proti mně namítnuto nebo z mých knih vybráno nebo svědecky vypověděno, pokorně se podvoluji milosrdnému nařízení, rozhodnutí a nápravě svatosvatého obecného koncilu k tomu, abych odpřisáhl a odvolal, milosrdné pokání podstoupil a v celku i v částech učinil vše, co se řečenému svatosvatému koncilu uráčí milosrdně a k jeho milosti nařídit pro mou spásu, při čemž se témuž koncilu nejoddaněji pokořím.“ Hus odpověděl, že ani tuto formulaci nemůže přijmout, protože by musel 1. odsoudit mnoho pravd, které koncil nazývá pohoršujícími, 2. odpřisáhnutím se přiznat k bludům, které nikdy nedržel a 3. pohoršit mnoho lidí, kteří poslouchali jeho kázání.
Ještě 5. července byl navštíven svými českými průvodci v doprovodu čtyř biskupů a na radu Jana z Chlumu, aby odvolal, cítí-li se vinen, ale aby v žádném případě nejednal proti svému svědomí, odpověděl, že by byl ochoten pokorně odvolat, kdyby mu bylo z Písma dokázáno, v čem se mýlí. Sněm tak, dle svého mínění, vyčerpal možnosti jak odvrátit Husa od trestů předepsaných právem, a jednal s ním podle církevních zákonů jako se zatvrzelým kacířem.

#### Husovo odsouzení

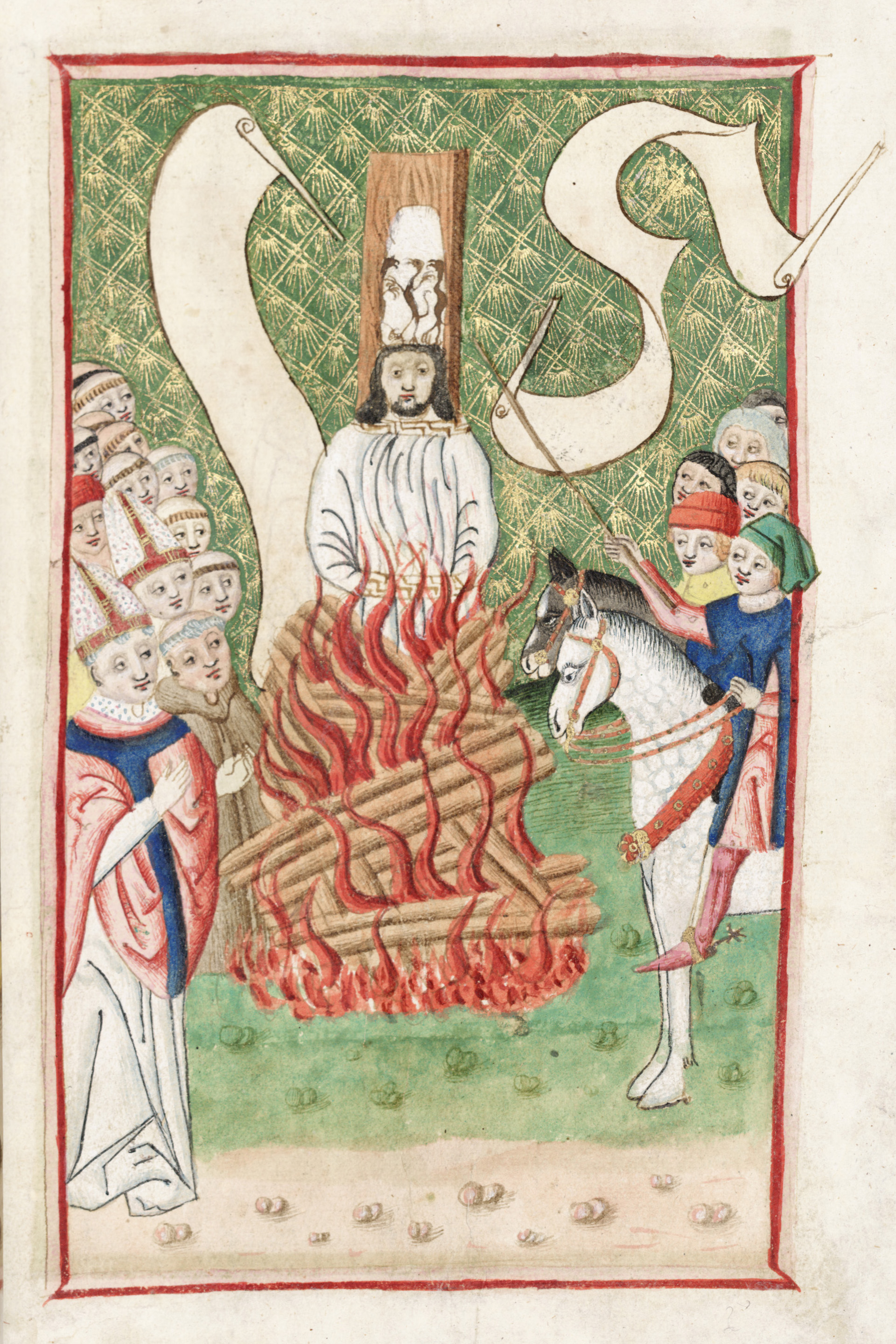
Jan Hus na hranici – iluminace Janíčka Zmilelého z Písku v Jenském kodexu

6. července 1415 se konalo XV. zasedání sněmu v případu mistra Jana Husa. Byl přečten průběh procesu a Husovy nauky označeny za heretické. Hus se chtěl znovu hájit, avšak byl umlčen, protože obsahem jednání již nebylo slyšení, ale vynesení rozsudku.

Jan Hus byl obviněn z šíření Viklefových nauk, ze snahy bránit odsouzení jeho článků, z učení jeho nauky. Husovy knihy bylo nařízeno spálit a Jan Hus byl prohlášen za zatvrzelého kacíře. Byl proveden obřad zbavení kněžského úřadu, zbavení všech duchovenských práv, narušení tonzury, nasazení kacířské čepice.
Takto ustrojený mistr byl vydán rameni světskému, nikoli však aby byl zabit, nýbrž aby byl žalářován až do smrti, čili jak Reichenthal dává zprávu: „dass man ihn nicht toedten soelt und ihn sonst behielt und ihm einen ewigen Kerker gab.“ Avšak podotknouti sluší, že prosba tato byla pouhou formulí soudnou, jsouc jako trvalým svědectvím, že církev vlastně nikoho ku smrti neodsuzuje, aniž sobě žádá, aby kdo života zbaven byl, byť i pobloudil u víře a urputně ve bludu trval. Když byl Hus světskému rameni vydán, odevzdal ho Zigmund falckraběti Ludvíkovi a tento purkrabímu města Kostnice, aby se s ním naložilo vedle stávajícího tehdáž zákona trestného, s tím doložením, aby byl se vším, což má, na hranici uvržen.

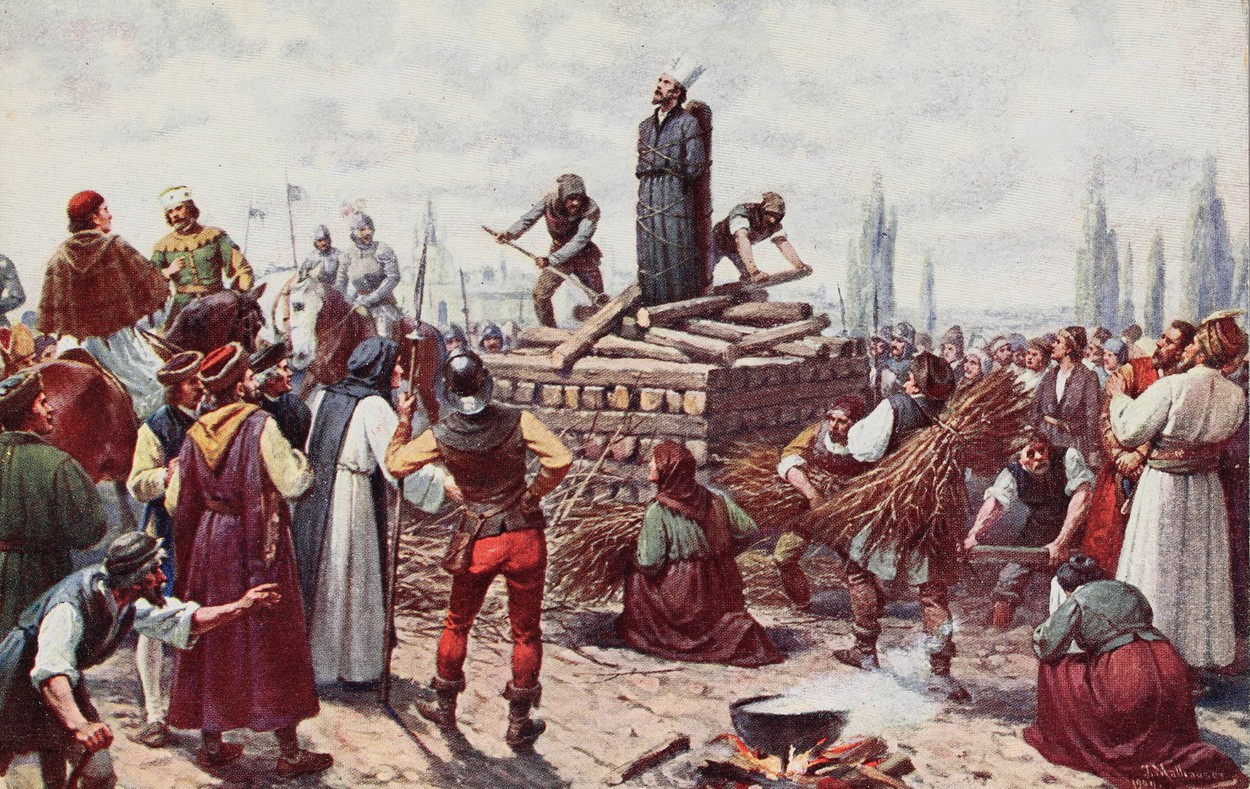
Kamil Vladislav Muttich: Mistr Jan Hus na hranici v Kostnici

Popraviště mělo být za městskou branou na cestě k hradu Gottlieben. Hus cestou zpíval mariánskou píseň Christi virgo dilectissima a přesvědčoval lid, že neučil bludům. Poté, co byl přivázán k hranici, přijel Zikmundův maršálek a nabídli Husovi z králova rozkazu odvolání, aby si zachoval život. Hus odmítl, dle Petra z Mladoňovic, těmito slovy:
| „ | Bůh jest mi svědek, že to, co se mi falešně připisuje a skrze falešné svědky přičítá, jsem ani neučil ani nekázal, nýbrž předním úmyslem mého kázání anem jiných mých skutků neb písem bylo, abych jen mohl odvrátit lidi od hříchu. V té pak pravdě evangelia, kterou jsem učil psal a kázal, ze slov a výkladů svatých doktorů, dnes vesele chci zemříti. | “ |

Hranice i s Husovými ostatky byla po upálení vhozena do řeky Rýna, aby si jeho přívrženci neudělali z hrobu poutní místo.

### Odezva v Čechách

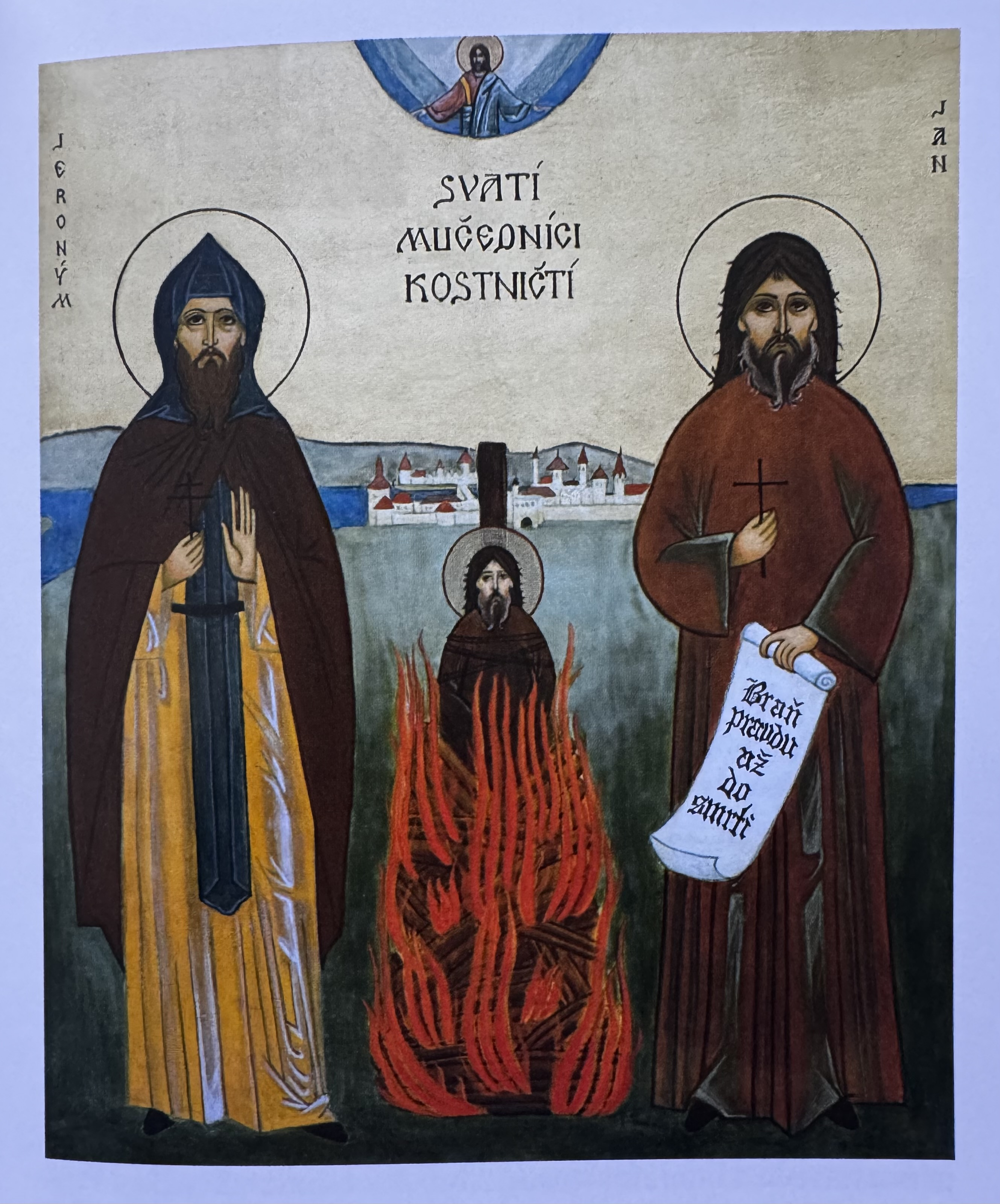
Pravoslavná ikona svatých Jeronýma Pražského a Jana Husa.

U Husových přívrženců v Čechách způsobila zpráva o upálení hněv a odpor vůči těm, kdo jej vydali na smrt, tj. ke koncilu. Převládlo mínění, že byl odsouzen především pro svou kazatelskou činnost, protože hájil pravdu a neodchýlil se od učení církve. Jeho odsouzení bylo chápáno i jako odsouzení Českého království a jeho pořádků. Dne 2. září 1415 byl koncilu v Kostnici odeslán stížný list, opatřený 452 pečetěmi českých a moravských šlechticů. O týden později, 11. září 1415, vydala i pražská univerzita osvědčení o bezúhonnosti a pravověrnosti Jana Husa.

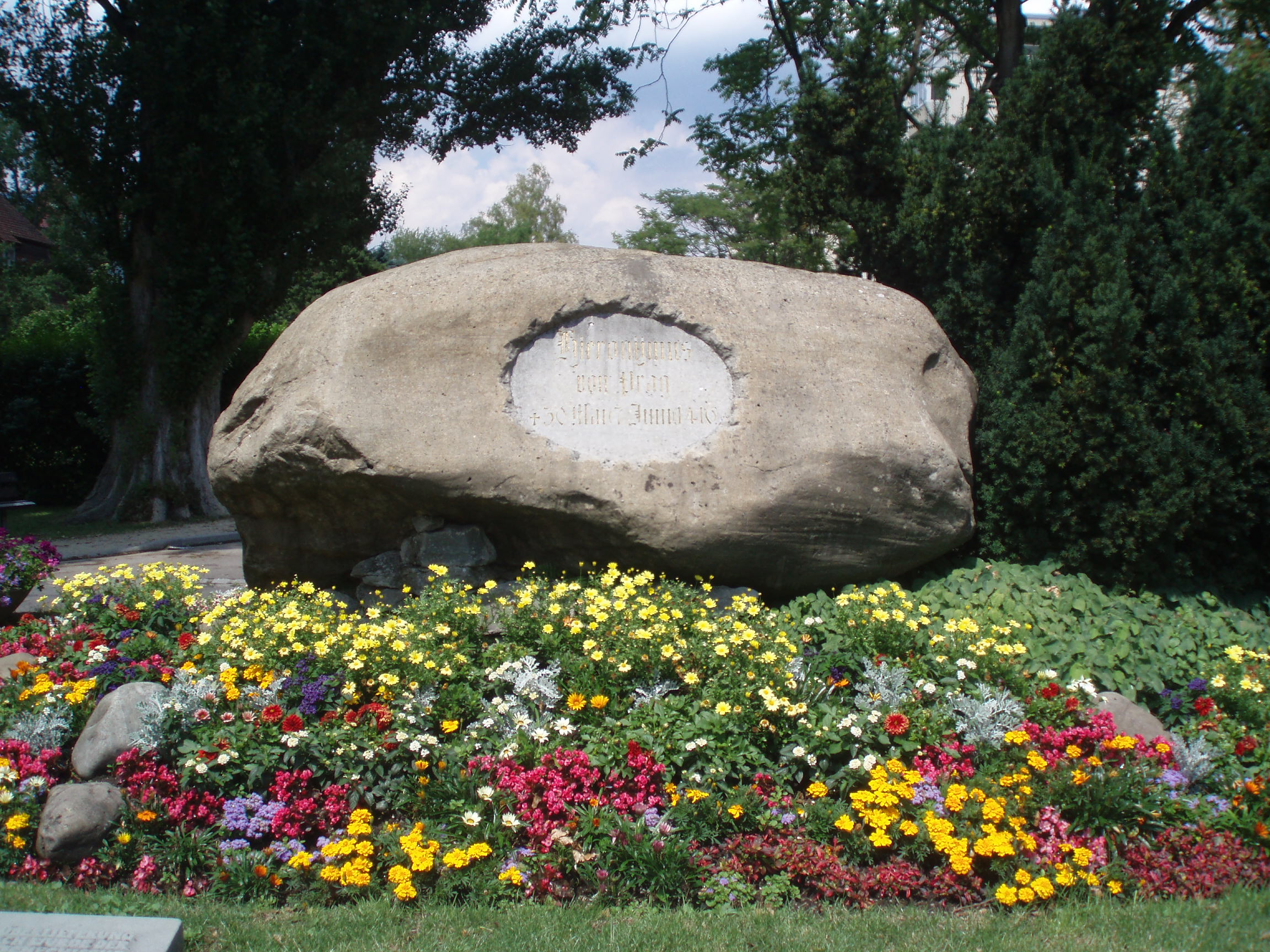
Památník Jana Husa a Jeronýma Pražského z roku 1862 na místě jejich upálení

Doslov k Husově procesu tvořilo odsouzení Jeronýma Pražského, který se v dubnu 1415 dostavil do Kostnice, avšak Jan Hus jej měl k rychlému odchodu. Poté, co byl Jeroným dopaden v Bavorsku, nedaleko českých hranic, byl dopraven do Kostnice, kde uznal odsouzení Viklefovo i Husovo. Nebyl však propuštěn kvůli podezření, že soudce obelstil. Při novém vyšetřování se přiznal k Viklefovým i Husovým naukám a prohlásil za svůj největší hřích, že se Jana Husa, „dobrého a svatého muže“, zřekl. 30. května 1416 byl odsouzen a upálen i mistr Jeroným Pražský.
Smrt dvou českých kazatelů způsobila eskalaci napětí uvnitř Českého království, která posléze vedla k husitské revoluci. Záhy se začaly objevovat nejrůznější texty, popisující činy, myšlenky i smrt obou odsouzených. Sloužily mj. i liturgickým účelům. Památka Jana Husa byla slavena již při prvním výročí jeho upálení v roce 1416.

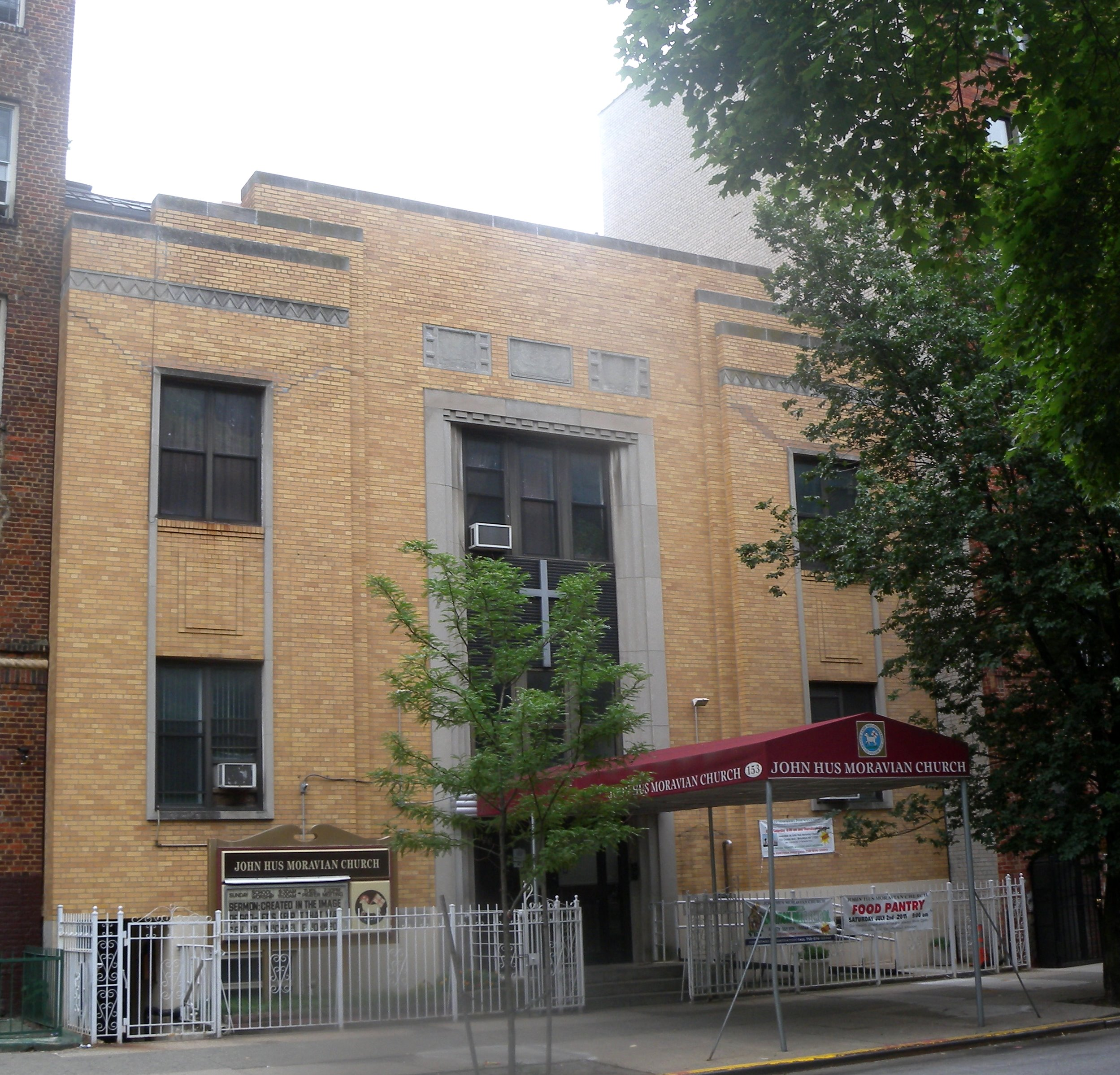
Husův sbor Moravské církve, Brooklyn.

Současně však došlo i k šíření negativních zpráv, popisujících Jana Husa jako zatvrzelého kacíře, který se odmítl vzdát svých bludů a byl spravedlivě odsouzen. Součástí bylo i varování před šířením jeho spisů. Obě hlediska jsou dobře zachycena dobovými písemnými prameny i obrazy. V Čechách se postupně rozvinula úcta k Husovi jako svatému mučedníkovi víry, která v různých podobách trvala až do porážky stavovského povstání v roce 1620. Následná rekatolizace s kultem Jana Nepomuckého Jana Husa zakryla, ale osud i učení Jana Husa zapomenuty nebyly; zprávu o Janu Husovi a jeho učení rozšířili po celém světě exulanti a jejich potomci.
Jan Hus bývá hodnocen jako předchůdce protestantské reformace. V 19. století začal být díky národnímu obrození vnímán jako jedna z velkých postav českých dějin. Organizovány byly poutě na místa spojená s Husem i husitstvím (včetně dvou velkých poutí do Kostnice v letech 1868 a 1883), hojně byly též budovány pomníky Mistra Jana. Husovu tradici vyzdvihl i profesor Tomáš Garrigue Masaryk v památném projevu v Reformačním sále Univerzity v Ženevě, ve výroční den Husova upálení 6. července 1915, kde vyhlásil boj za samostatnost našeho státu. V roce 1917, po Zborovské bitvě, pojmenoval jako předseda Československé národní rady první pěší střelecký pluk (původně sv. Václava) našich československých legií na Rusi „Prvním plukem Mistra Jana Husi“. Tradice Jana Husa byla podporována i po vzniku Československa v roce 1918. Především ve spojení s husitstvím byla posléze vyzdvihována také komunistickým režimem.

## Dílo
Psal především traktáty, ale i rozsáhlejší díla. Pro církev psal latinsky, pro prostý lid česky. Husova díla jsou charakteristická přístupným jazykem a jasnou kompozicí.
O církvi (De ecclesia)Latinsky. Hus pojímá církev jako společenství předurčených ke spáse, předzvědění k zavržení k církvi patří jen vnějškově. Za příslušníka církve považuje toho, kdo žije podle Kristových přikázání, a tím dokazuje opravdovou lásku k Bohu. Kdo svými skutky jedná proti Písmu, není pravým křesťanem, a Boha nemiluje. Hlavou církve není papež, ale Kristus, který ji svrchovaně řídí. Pokud papež jedná v rozporu s Božím slovem, pak nemá oprávnění nazývat se zástupcem Kristovým. Věřící pak nejsou povinni jej uznávat. Křesťan nemá poslouchat příkazy, které jsou v rozporu s biblí, každý křesťan má právo kontroly náboženského učení. Měřítkem pravosti učení je Bible. Opírá se o Viklefovo učení, často jej opakuje i v jiných, česky psaných, spisech.
Proti bule papežskéLatinsky. Vystupuje proti prodávání odpustků, přímo napadá papeže. Tento spis vedl k tomu, že byl Hus vyhoštěn z Prahy a začal působit na venkově, zde pak přizpůsobil jazyk prostému lidu.
O šesti bludech (De sex erroribus)Zamýšlí se nad vztahem mezi církví a světským světem.
DcerkaNavazuje na Štítného, vysvětluje dívkám, jak žít v souladu s Božím slovem (jde tedy o náboženskou výchovu).
Výklad Viery, Desatera a PáteřeČesky. Výklad víry, desatera Božích přikázání a modlitby Otčenáše (Páteř je odvozené od Pater noster, latinského označení modlitby). Hus odlišuje „věřit v Boha“ a „věřit Bohu“ – věřit v existenci Boha ještě neznamená, že člověk je křesťanem. Být pravým křesťanem znamená věřit Bohu, tzn. Božímu slovu, a jednat podle něj. Věřit Bohu znamená také důvěřovat mu a milovat jej.
Knížky o svatokupectvíKritika soudobé církve, napsáno po zákazu působení v Betlémské kapli. Za svatokupectví považoval Hus vymáhání poplatků za církevní obřady (křty, pohřby, mše, modlitby apod.), a to bez ohledu na chudobu věřících. Zasazuje se o odebrání majetku církevním hodnostářům, neříká však, komu by měl patřit.
Postila(z latinského post illa verba, tj. po oněch slovech – po slovech evangelia) (česky) Soubor kázání, který vznikl po jeho nuceném odchodu z Prahy.
DopisyHusova latinská i česká korespondence (Sto listů M. Jana Husi; Praha, Jan Laichter, 1949; viz též Listy Husovy. Praha : A. Hajn, 1911 Dostupné online.).
Listy z PrahyListy Jana Husa, přeloženo a vydáno Václavem Flajšhansem. Dostupné online.
Český pravopis (Orthographia Bohemica)Anonymní a nedatované dílo psané latinsky, Františkem Palackým připsané Husovi. Odstraňuje spřežky a zavádí diakritická znaménka jako první pro slovanský jazyk. Hlavním záměrem je zjednodušit a sjednotit český pravopis. Měkkost se měla naznačovat tečkou (punctus rotundus), délku měla určovat čárka (gracilis virgula) namísto zdvojených hlásek. Nepřesně bývají tato diakritická znaménka označována za nabodeníčko krátké a nabodeníčko dlouhé. V samotném spisu se tyto pojmy neobjevují, jako Husova diakritická znaménka jsou zcela nepochybně označována omylem.

### Spisy dostupné online
- Centrum medievistických studií při Filosofickém ústavu Akademie věd zveřejňuje na svých stránkách významné edice k českým středověkým dějinám. Je zde dostupná řada Husových děl (včetně českých překladů). Vstup do databáze

### Edice Husových děl
Do roku 1520 byly tiskem vydány jen čtyři Husovy spisy (dva německé v překladu Jana z Lübecku a dva české). Roku 1520 vydal Mikuláš Konáč z Hodičova Husův velký Výklad dvanácti článků víry, Desatera a Otčenáše. Téhož roku byl vydán v Hagenau a v Basileji spis De ecclesia. V roce 1524 vydal Otto Brunfels tři svazečky děl Husa a jeho předchůdců. V roce 1536 vydal Martin Luther několik Husových dopisů s vlastní předmluvou; toto vydání pak vyšlo v několika revidovaných edicích. Roku 1558 vydal luterský teolog chorvatského původu Matthias Flacius Illyricus v Norimberku souborné vydání děl Jana Husa a Jeronýma Pražského pod názvem Ioannis Hus, et Hieronymi Pragensis confessorum Christi historia et monumenta. O pět let později vyšly v Norimberku Husovy hlavní spisy české, včetně Postily. Norimberská vydání se stala základem bádání o Husovi až do 18. století.

## Citát
Jeden doktor mi řekl, že ať bych ve snaze podvoliti se koncilu učinil cokoli, všechno je mi dobré a dovolené, a dodal: „Kdyby koncil řekl, ‚Ty máš jenom jedno oko‘, ačkoli máš dvě, musil bys s koncilem vyznati, že tomu tak jest." Řekl jsem mu: „I kdyby mi to celý svět říkal, já, maje rozum, jehož nyní užívám, nemohl bych to říci bez odporu svědomí." 
Jan Hus, List přátelům v Kostnici, z žaláře, asi ze dne 25. června 1415

## Výtvarné umění

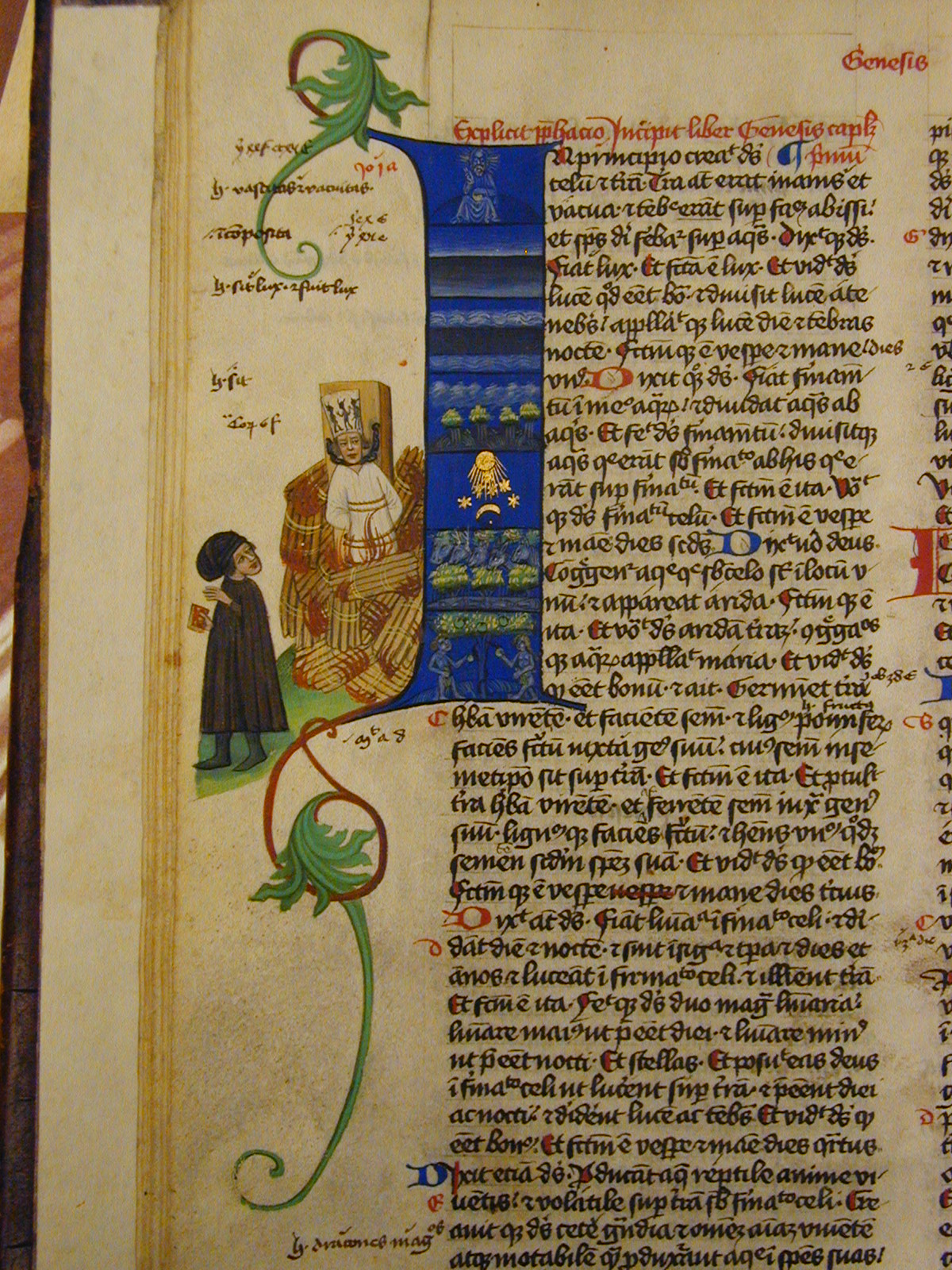
Nejstarší známé vyobrazení Jana Husa je iluminace v Martinické bibli

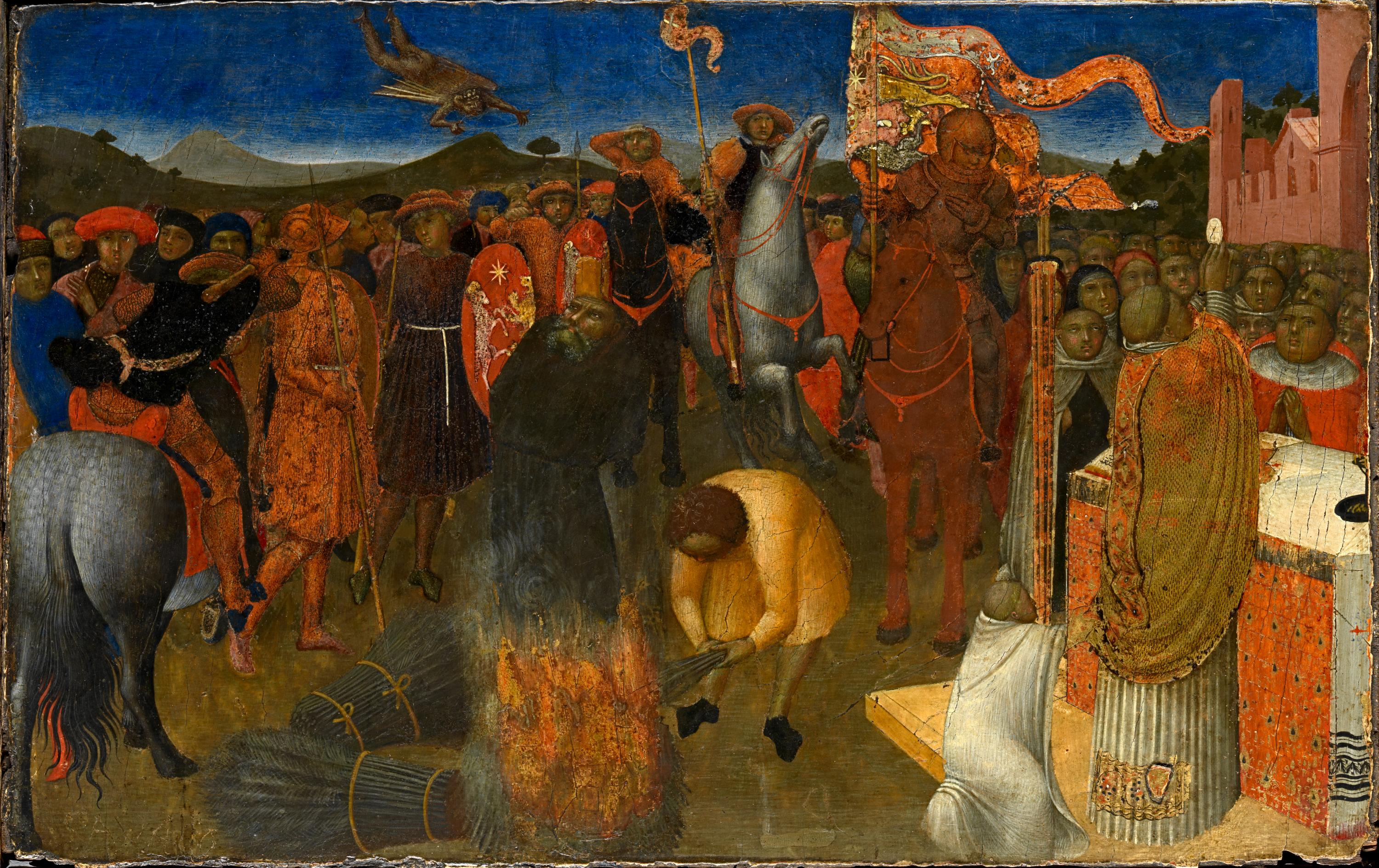
Stefano di Giovanni, Pálení heretika, 1423–1426

Skutečná podoba Jana Husa není známa, k jeho nejslavnějším vyobrazením patří středověké iluminace v Martinické bibli a Jenském kodexu, z moderních Brožíkův velkoformátový obraz, a Šalounův pomník na Staroměstském náměstí v Praze.
Podle dobových pramenů a zvyklostí se někdy soudí, že Jan Hus byl pravděpodobně spíše menší, zavalitý a bez vousů. Podoba štíhlého muže s bradkou je idealizací z protestantského prostředí, v němž byl Hus zpodobován jako bradatý evangelický kazatel. Jako zavalitého muže s tonzurou jej zobrazuje i moderní komiks Opráski sčeskí historje. Všechny tyto podoby se však zakládají jen na domněnkách a spekulacích. Není k dispozici žádné věrohodné vyobrazení Husa, které by uchovalo jeho autentický vzhled.

### Středověk a raný novověk
- Martinická bible – nejstarší vyobrazení v iniciále měkké I z 1. poloviny 15. století.[82]
- Pálení heretika – obraz Stefana di Giovanni, 1423–1426, Národní galerie v Meulborne[83]
- Jenský kodex – dvojí ikonograficky významné vyobrazení Jana Husa na kazatelně a na hranici, 20. léta 16. století (Knihovna Národního muzea, Praha)
- Oltářní křídlo z Roudník s Janem Husem na hranici a se sv. Šebestiánem, severní Čechy, tempera na dřevěné desce, kolem 1486; biskupství litoměřické
- Predella oltáře Zmrtvýchvstání Krista z Chrudimi – tempera na dřevěné desce, kolem 1510
- Deska oltáře z kostela sv. Jana Křtitele ve Vliněvsi – Jan Hus jako ministrant sv. Vojtěcha; tempera na dřevěné desce, po roce 1510
- Kostel sv. Václava v Písku – velká nástěnná malba s výjevem Husova upálení z 60. let 16. století
- Radnice Tábor – soška Jana Husa na hranici na okenním rámu s městským znakem, opuka se zbytky polychromie, Wendel Roskopf ze Zhořelce, 1517; protějšek sošky Jeronýma Pražského a Jana Žižky
- „Husovy tolary“ – Medaile s portrétem Jana Husa, zlacené stříbro, Hieronymus Magdeburger, mincovna Jáchymov, po roce 1530
- Okenní vitráž s Janem Husem, Švýcarsko, sklomalba s olověnými přepážkami, 1. pol. 16. století; Národní muzeum v Praze
- Zvon Matěje Špice s vyobrazením Jana Husa, z děkanského kostela sv. Vojtěcha, 1544, Ústí nad Labem
- Kachle s portrétem Jana Husa
  - Praha-náměstí Republiky (režná pálená hlína, 1. třetina 16. století)
  - Pražský hrad (pálená hlína s polychromní glazurou, polovina 16. století)
  - sbírka Vojtěcha Lanny mladšího (pálená hlína s polychromní glazurou, 2. polovina 16. století, snad z Norimberka)
  - Počátky (režná pálená hlína, 3. třetina 16. století)

### 18.–20. století

#### Malířství
- Václav Brožík: Mistr Jan Hus před koncilem kostnickým (1883) – velkoformátový obraz, sál, Staroměstská radnice v Praze
- Kamil Vladislav Muttich: Mistr Jan Hus v Kostnici naposledy žádán, aby se podpisem zřekl kacířského učení
- Kamil Vladislav Muttich: Mistr Jan Hus na hranici
- Josef Mathauser: Hus ve vlhkém a tmavém vězení

#### Sochařství
- čtyři anonymní soutěžní návrhy na pomník v Praze (mj. Bohuslav Schnirch)
- Ladislav Šaloun: Model pomníku s Mistrem Janem Husem u kůlu na hranici, určen do Kostnice, Praha před 1900
- František Bílek: Strom jenž bleskem zasažen, po věky hořel, dřevo, 1901
- František Bílek: Husovo Běda!, dřevo, Národní galerie v Praze, 1934
- Stanislav Sucharda: Nanebevzetí Jana Husa, model, maj. Suchardova nadace
- Ladislav Kofránek: Socha mistra Jana Husa s kalichem
- Věra Beránková-Ducháčková: Socha mistra Jana Husa, Panteon Národního muzea, 1937

## Pomníky

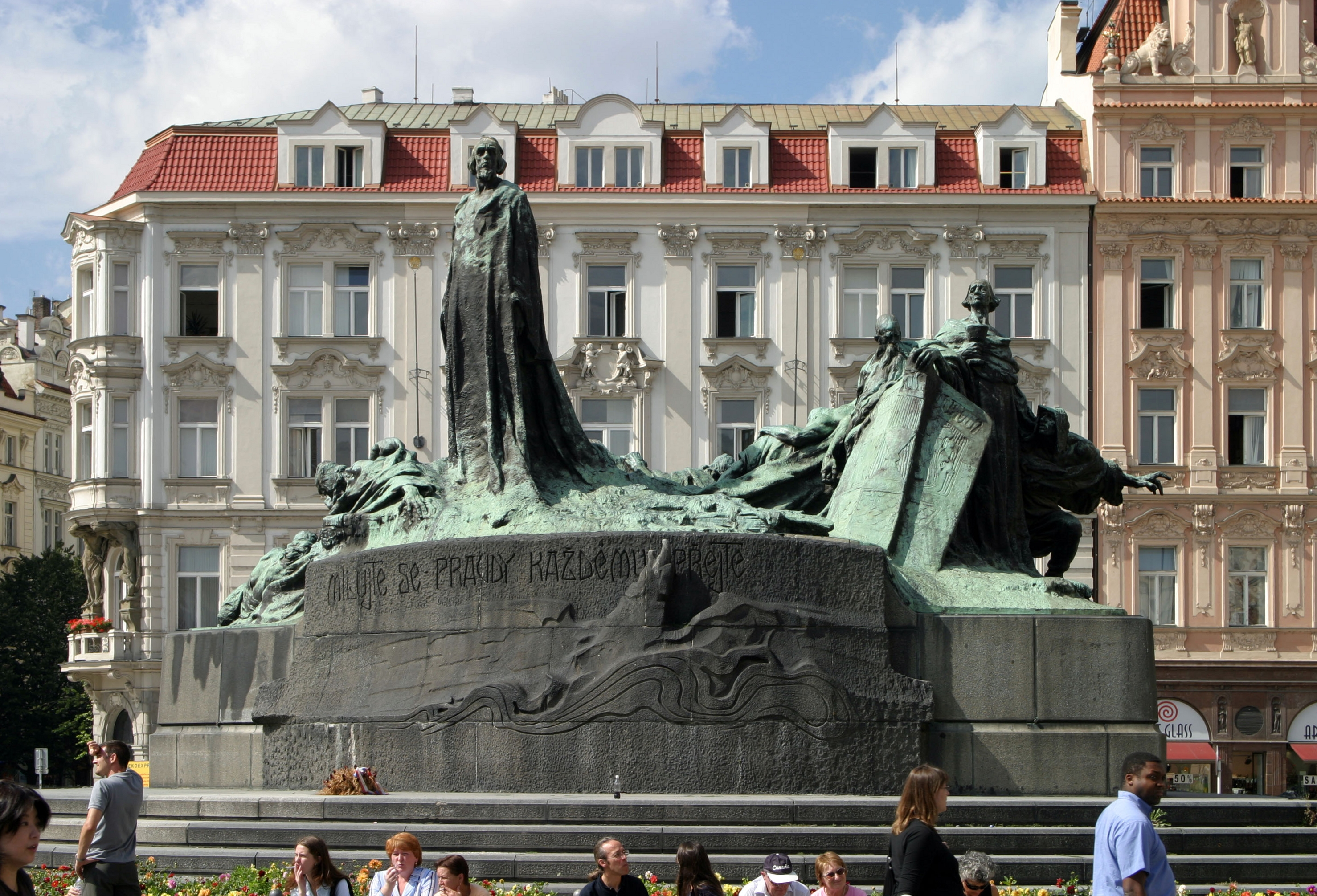
Pomník mistra Jana Husa na Staroměstském náměstí, Praha

V 19. a 20. století bylo zbudováno množství pomníků, které představují náročně provedené sochy, busty, reliéfy, ale i prosté desky, s motivem kalicha a jednoduchým nápisem.
V českých zemích bylo do roku 2015 vytvořeno celkem 83 pomníků se sochou Jana Husa. Nejstarší z nich je umístěn v Jičíně, kde byl odhalen 7. července 1872. Nejvíce figurálních pomníků vzniklo v první polovině 20. století, především v období první republiky. Tři byly zničeny v letech 1938–1939 (Dobrá Voda u Českých Budějovic, Dobřany, Most), a 7 dalších (Jihlava, Kolín, Louny, Pečky, Praha-Zbraslav, Terezín, Třemošná) muselo být během druhé světové války dočasně odstraněno. Pomník z Jihlavy byl v roce 1950 instalován v Hlinsku.
Dále bylo vystavěno na 200 nefigurálních pomníků a pamětních kamenů. Nejpočetnější jsou na Jičínsku, Královéhradecku, Plzeňsku a Chodsku. Mnohé z nich jsou současně věnované památce padlých v 1. světové válce.

### Figurální pomníky v českých zemích
Figurální pomníky Jana Husa v českých zemích:
- 1872 – Jičín – pomník mistra Jana Husa (Antonín Sucharda mladší, kámen)
- 1897 – Vojice (Josef Kalvoda, pískovec)
- 1898 – Nová Paka (Antonín Lukeš); Chotětov (Josef Beran)
- 1900 – Lomnice nad Popelkou (Jindřich Říha, kámen)
- 1901 – Benešov u Semil (Alois Kuhn)
- 1903 – Kozojedy (Alois Kuhn); Roztoky u Jilemnice (Alois Kuhn)
- 1904 – Nechanice (František Čermák); Vamberk (Josef Kalvoda)
- 1905 – Praha – Braník (Jindřich Říha, kámen)
- 1905 – Praha – Zbraslav, s nápisem: „Pravda Páně na věky vítězí, i když na čas poražena bývá“.
- 1906 – Slatina nad Zdobnicí
- 1908 – Beroun (František Velík)
- 1911 – Kostelec nad Labem (Karel Fink); Bohušovice nad Ohří (Ladislav Beneš)
- 1912 – Dobříkov (Cyril Jurečka)
- 1914 – Hořice – Pomník mistra Jana Husa (Ladislav Šaloun, kámen); Kolín (František Bílek, kámen)
- 1915 – Praha – Pomník mistra Jana Husa na Staroměstském náměstí (Ladislav Šaloun, bronz); Kyšice (František Fink)
- 1919 – Pečky (Stanislav Sucharda a Vojtěch Sucharda); Dráchov (Bohumil Přeučil)
- 1920 – Radnice (Vojtěch Šíp); Železnice (Stanislav Sucharda a Vojtěch Sucharda)
- 1921 – Horní Kněžeklady (Václav Švec); Katovice (Josef Matějů); Třemošná; Bohuňovice (Julius Pelikán)
- 1922 – Jinín (Josef Matějů), Popovice (Alois Kuhn); Soběraz
- 1923 – Spálené Poříčí (Vojtěch Šíp); Rožďalovice (František Bílek); Dobrá Voda (Edwin Schopenhauer; nedochováno); Jindřichův Hradec (Jan Vítězslav Dušek); Hranice (Julius Pelikán)
- 1923 – Dvůr Králové nad Labem – Verdek (František Bílek);
- 1924 – Kly (Václav Švec); Most; Hradec Králové-Malšovice
- 1925 – Strakonice (Vojtěch Šíp); Louny (Josef Kvasnička); Sušice (Emanuel Kodet, kámen); Libáň (Ladislav Šaloun)
- 1926 – Praha-Troja – Pomník mistra Jana Husa (Vilém Amort); Lhotka; Soběslav (Rudolf Kabeš); Ledeč nad Sázavou (Rudolf Kabeš)
- 1927 – Plzeň-Doubravka (Vojtěch Šíp, kámen); Vejprnice (Vojtěch Šíp, kámen); Dobřany (Vojtěch Šíp); Horní Mokropsy
- 1928 – Běchovice (Josef Vít); Mochov; Nymburk (František Přítel); Roudnice nad Labem; Tábor (František Bílek); Libošovice (Josef Bílek); Jihlava (František Vladimír Foit)
- 1930 – Libochovice (Karel Zentner); Chrudim (Josef Mařatka)
- 1931 – Čakovice (Jan Straka); Lužec nad Cidlinou
- 1932 – Dobříš (Jan Škvára); Žebrák (Vojtěch Sucharda)
- 1933 – Benešov (Miloš Suchánek)
- 1935 – Vinoř – Prachovická ulice (Josef Bílek a V. Kvasnička, pískovec); Zbraslav (J. F. Žák); Velký Osek (Josef Bílek)
- 1936 – Plotiště nad Labem (Rudolf Semrád); Nové Město nad Metují (Jan Adolf Vítek)
- 1937 – Chrást (Josef Fryček)
- 1938 – Terezín
- 1939 – Slavkov u Brna, Horní Police (Josef Bílek)
- 1952 – Klenčí pod Čerchovem (Jaroslav Zahoř)
- 1958 – Husinec (Karel Lidický, bronz)
- 1959 – Praha-Staré Město – Karolinum (Karel Lidický, bronz)
- 2011 – Krakovec (Milan Vácha)
- 2012 – Dobrá Voda – Socha Jana Husa (Miroslav Švihla)
- 2015 – Nový Bor (Michal Drobek, pískovec); Nové Město na Moravě (podle Jana Štursy; bronz)[86]; Vrchlabí (Matěj Skavroň); Kozí Hrádek (Jan Ambrož)

### Významnější nefigurální pomníky
- 1901 – Čekanice (Jan Vejrych; balvan s bronzovou plaketou)
- 1915 – Kostelec nad Černými Lesy (Antonín Odehnal); Rakovník (Ladislav Šaloun); Horažďovice (Karel Němec; balvan s bronzovou plaketou)
- 1919 – Lipnice nad Sázavou; Volichov; Neuměřice (Stanislav Sucharda); Třebnouševes (Václav Suchomel)
- 1920 – Mutějovice (zkamenělé dřevo s bronzovým medailonem)
- 1921 – Český Brod (centrální balvan obklopený sedmi menšími kameny se jmény dalších osobností); Chodovice (Václav Suchomel)
- 1922 – Plzeň-Křimice (Vojtěch Šíp; kamenná mohyla s medailonem a kalichem)
- 1923 – Horní Blatná (Ladislav Šaloun); Praha-Slivenec (Karel Zuklín)
- 1924 – Kozí hrádek (Jan Vítězslav Dušek; Sokolská mohyla s plaketou Jana Husa a Jana Žižky); Černilov (kamenný kvádr s reliéfy)
- 1927 – Praha-Košíře (Karel Pokorný; betonový reliéf mistra Jana Husa)
- 1931 – Křivoklát (Antonín Odehnal)
- 1936 – Hředle (Antonín Odehnal)

### Busty
- Poprsí Jana Husa, bronz, Praha 1899–1900, z Panteonu Národního muzea v Praze, 1937 nahrazeno sochou
- Busta Jana Husa na hranici – Hradec Králové – u evangelického kostela (František Fabiánek; 1912; kámen) & Sukovy sady (František Fabiánek; 1914; kámen)
- Pomník s bustou Jana Husa – Nouzov (Josef Fojtík; 1915; kámen)
- Busta Mistra Jana Husa – Praha, nádvoří Betlémské kaple (Daniel Paul, 2011;[87] dřevo)

### V cizině
- Pamětní kámen – Husův pomník na místě hranice, žula (?), Kostnice, 1862
- Ernst Rietschel / Gustav Adolph Kietz: součást Lutherova památníku (Lutherdenkmal) ve Wormsu, 1868
- Ettore Ferrari: součást pomníku Giordana Bruna (s medailonem Jana Husa), Řím, 1889[88]
- Jan Hus Memorial – Husův pomník v Union Cemetery, Bohemia, New York City, 1893
- Socha Jana Husa u Frederiks Kirke v Kodani
- Husův kámen v Zelově, 1915
- Husův pomník (pylon s bustou) v Brezové pod Bradlom, 1922
- Husův kámen v Bohemce na Ukrajině (2015)

### Galerie

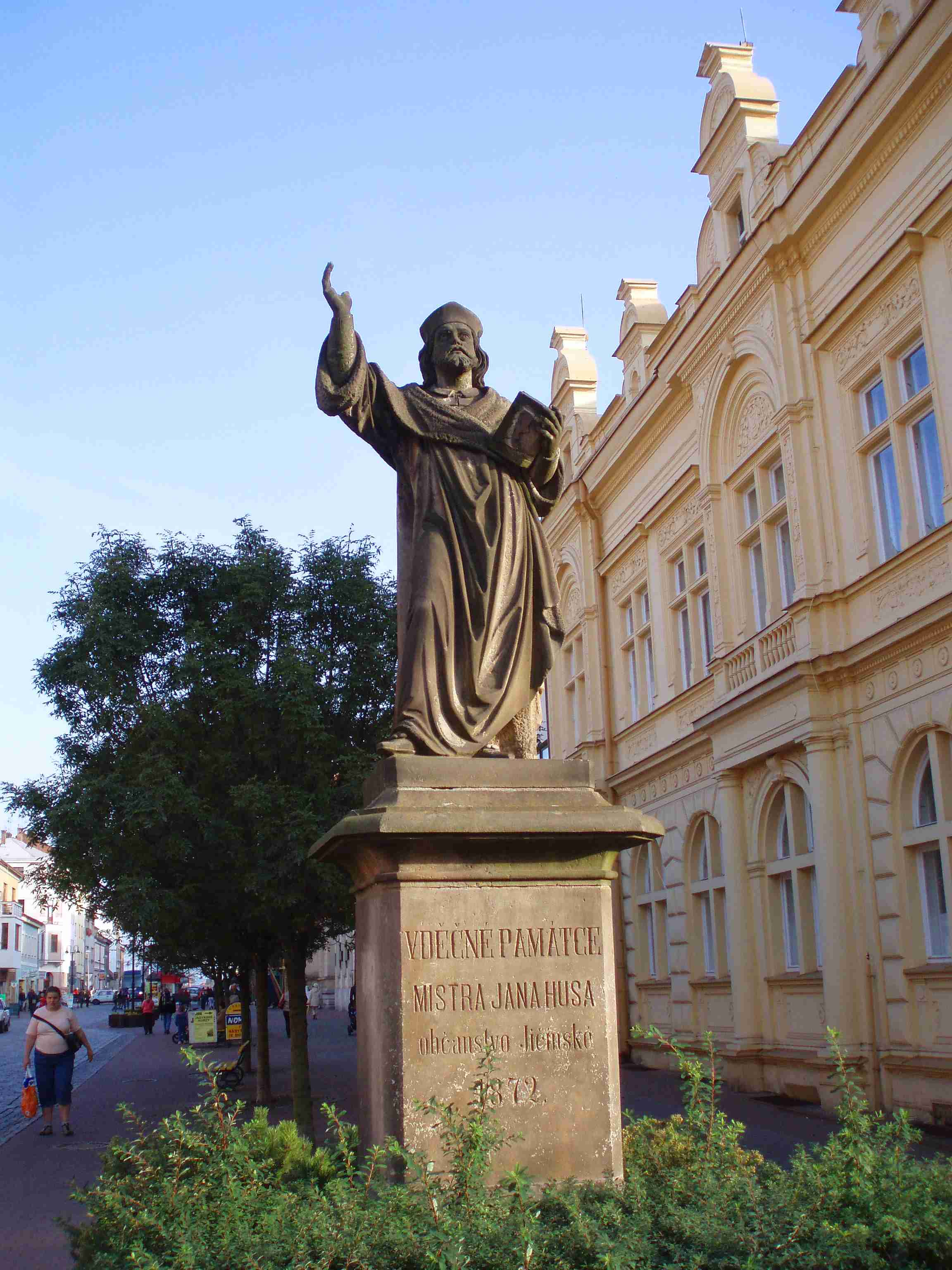
Pomník Jana Husa v Jičíně
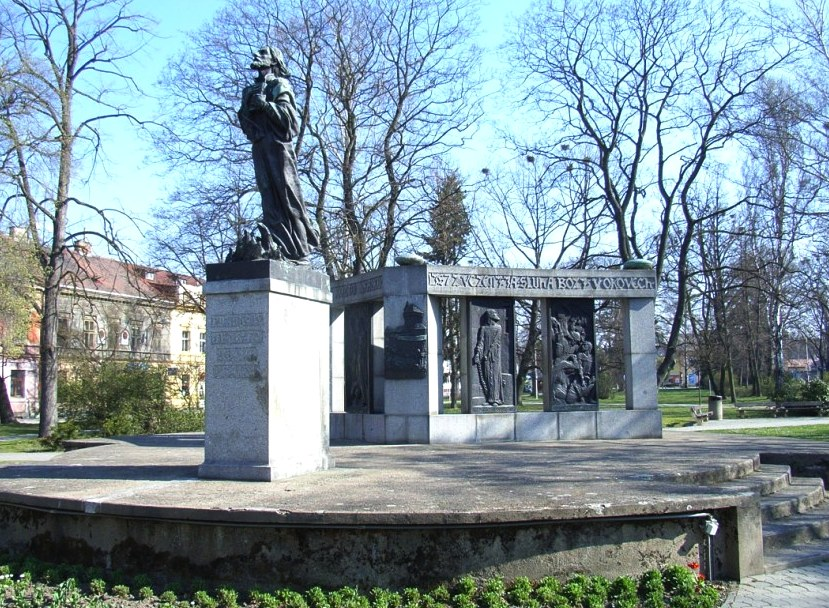
Pomník Jana Husa v Táboře
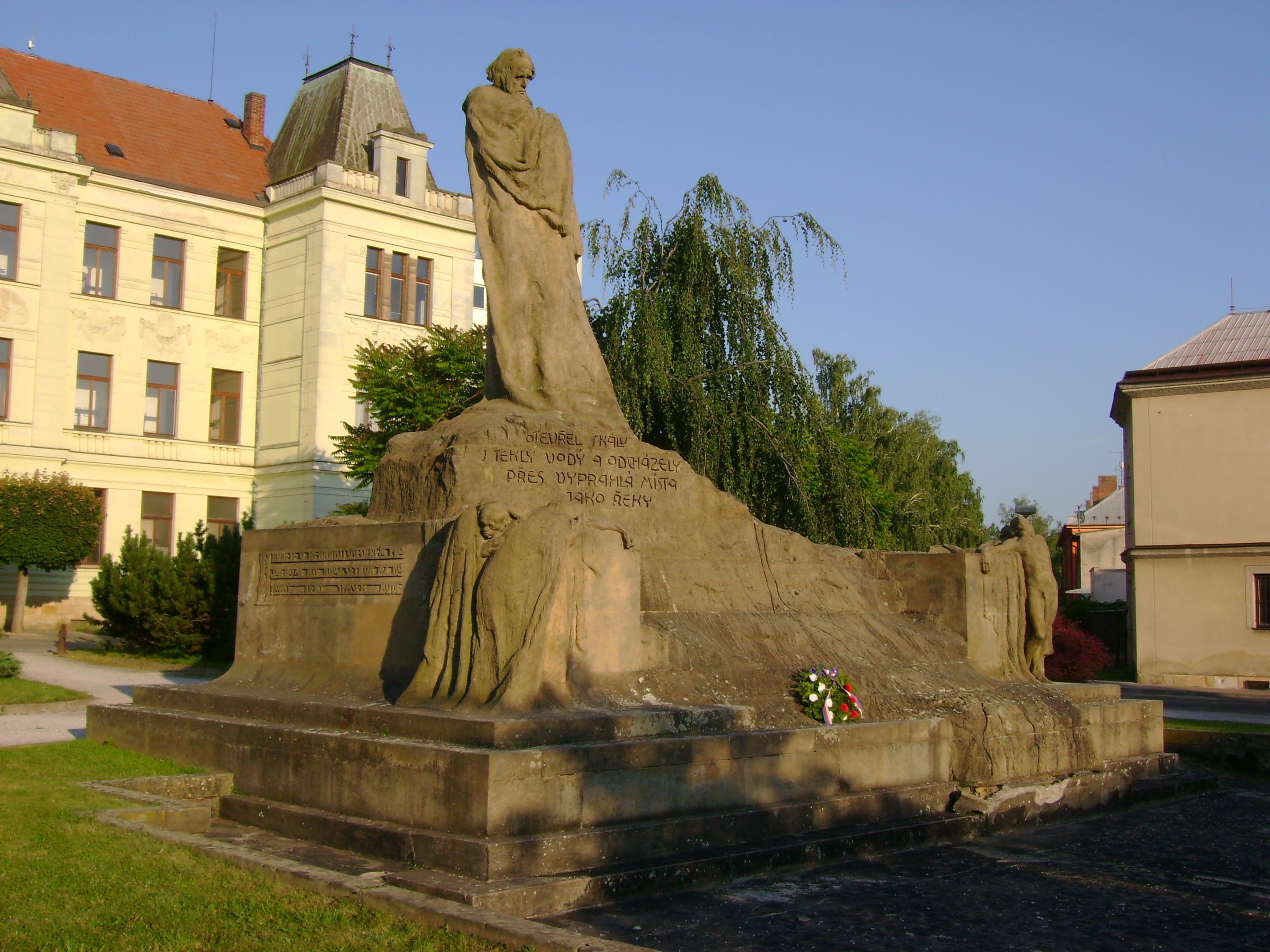
Pomník Jana Husa v Hořicích
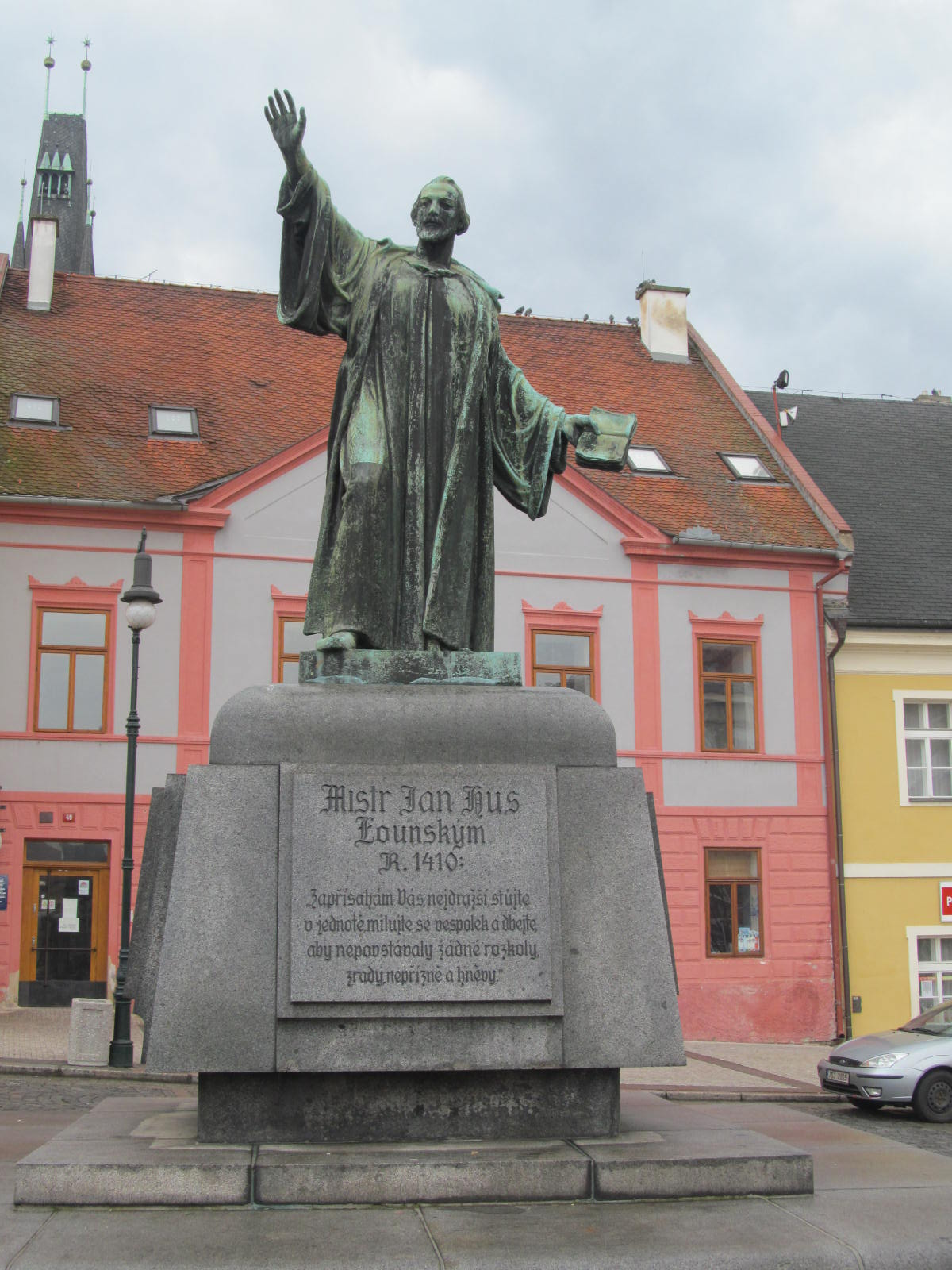
Pomník Jana Husa v Lounech
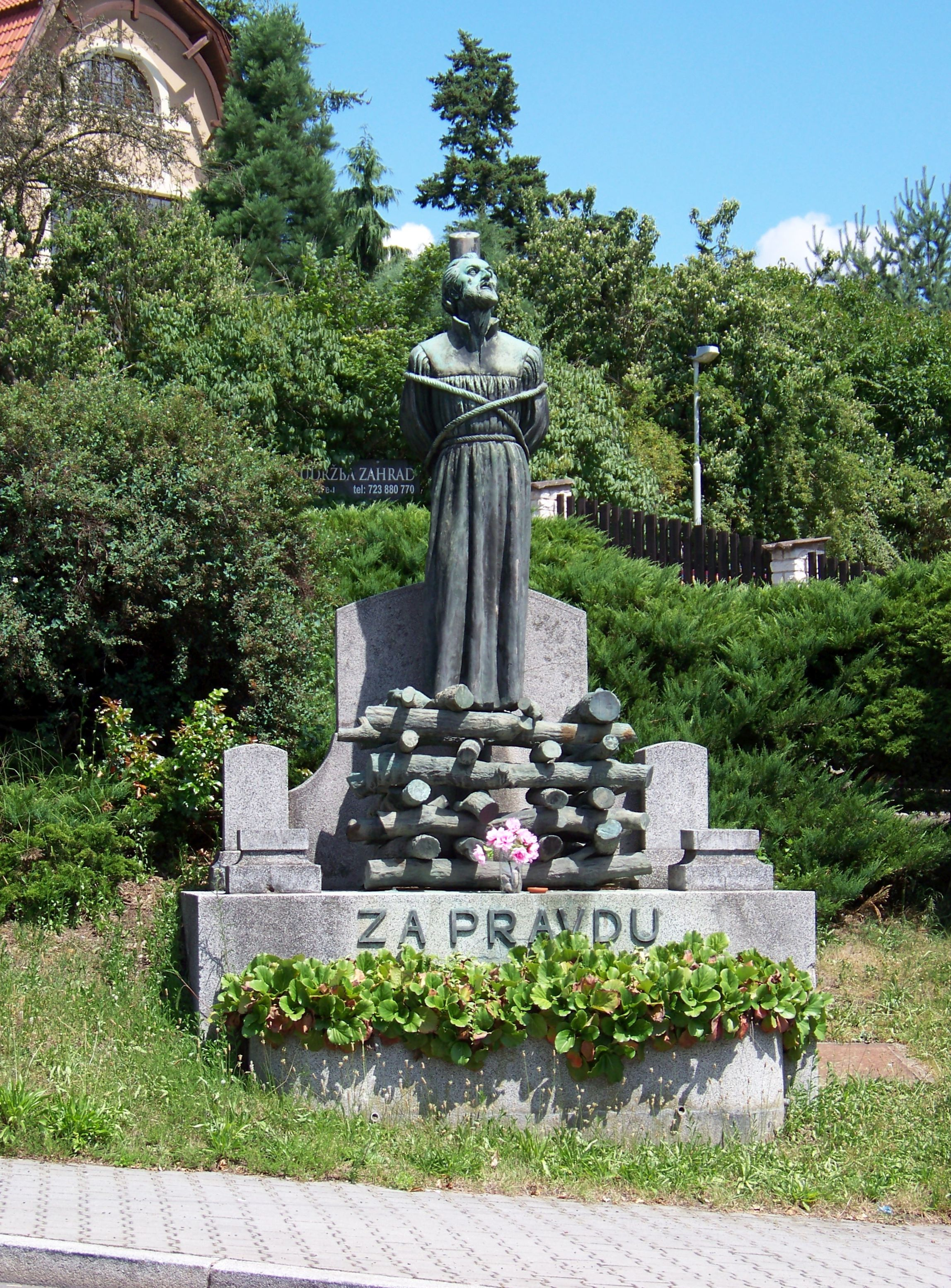
Pomník Jana Husa v Praze Zbraslavi
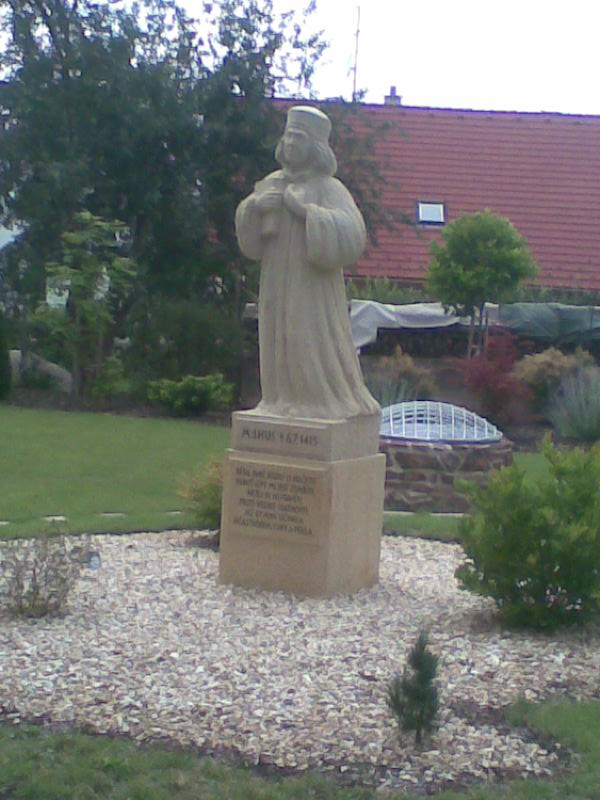
Socha Jana Husa na Dobré Vodě
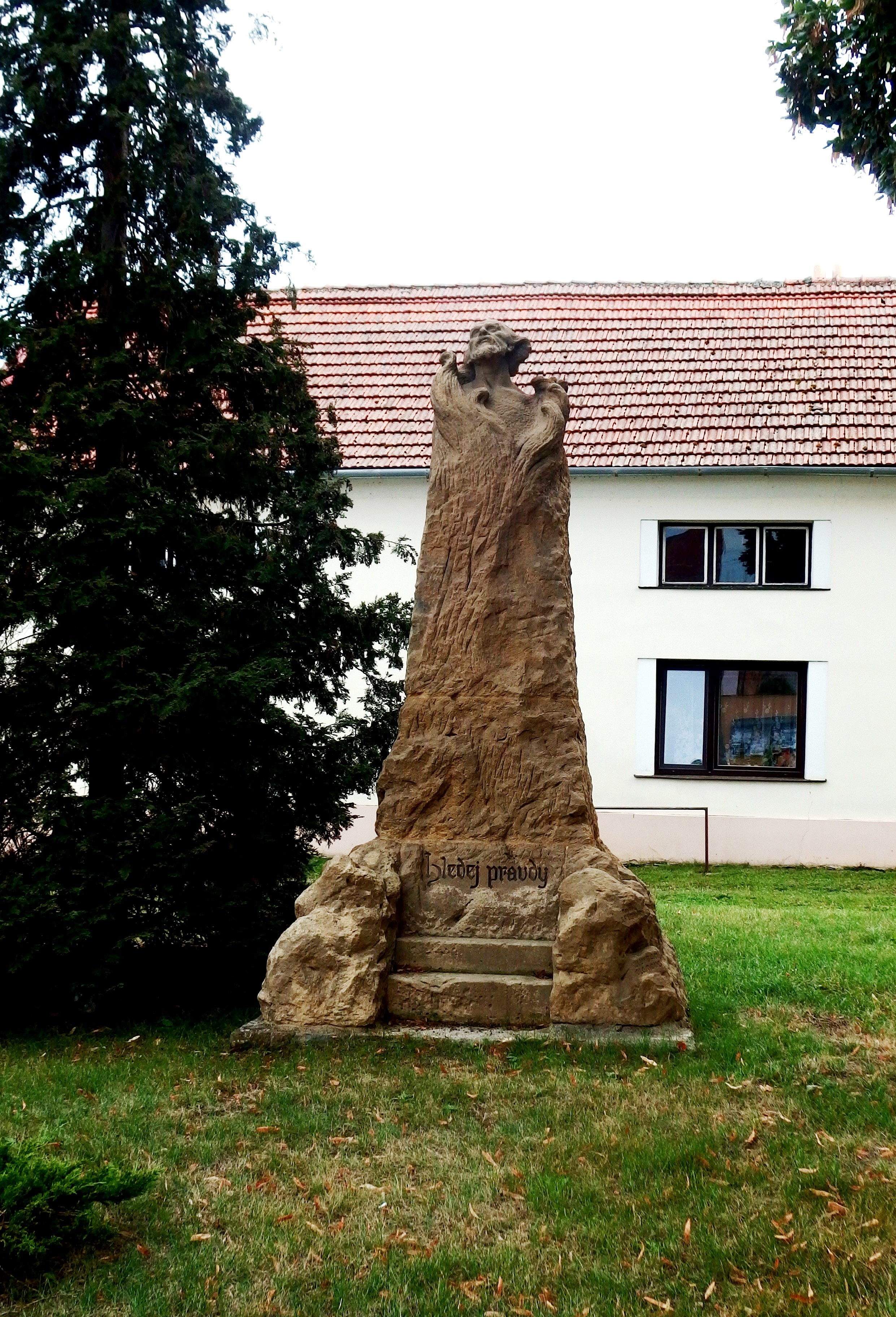
Socha Jana Husa v Bohuňovicích
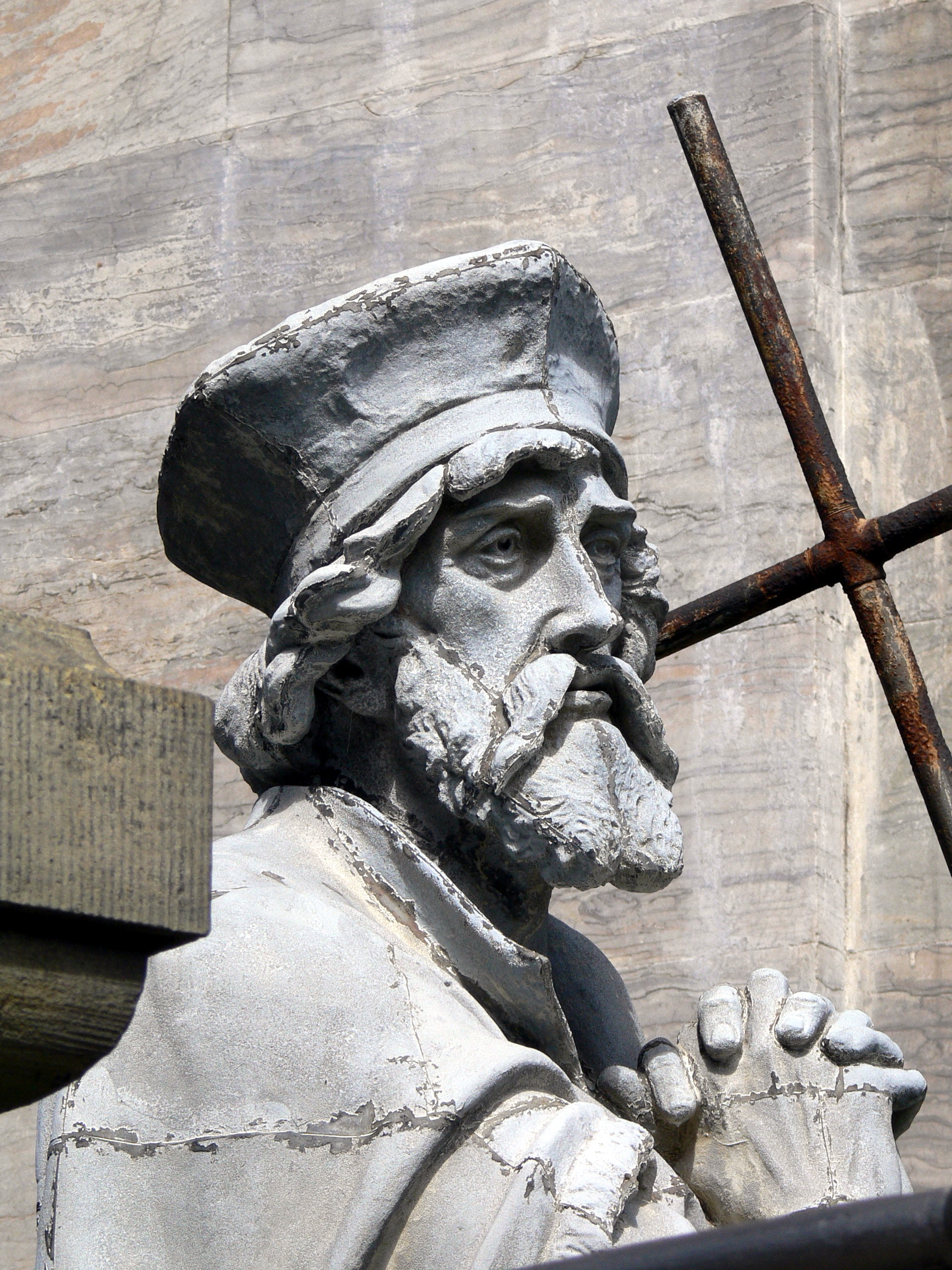
Pomník Jana Husa v Kodani
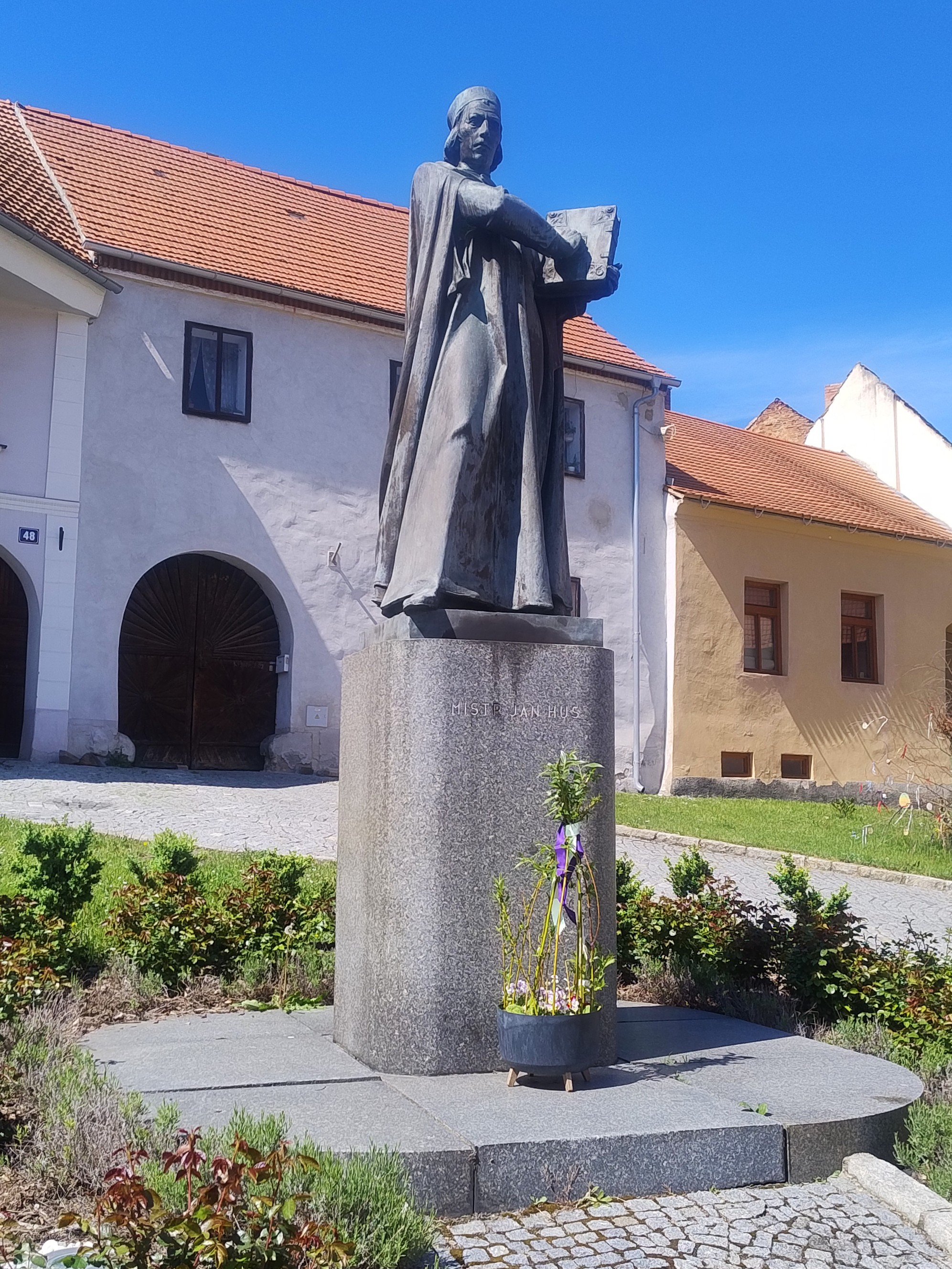
Socha Jana Husa v Husinci
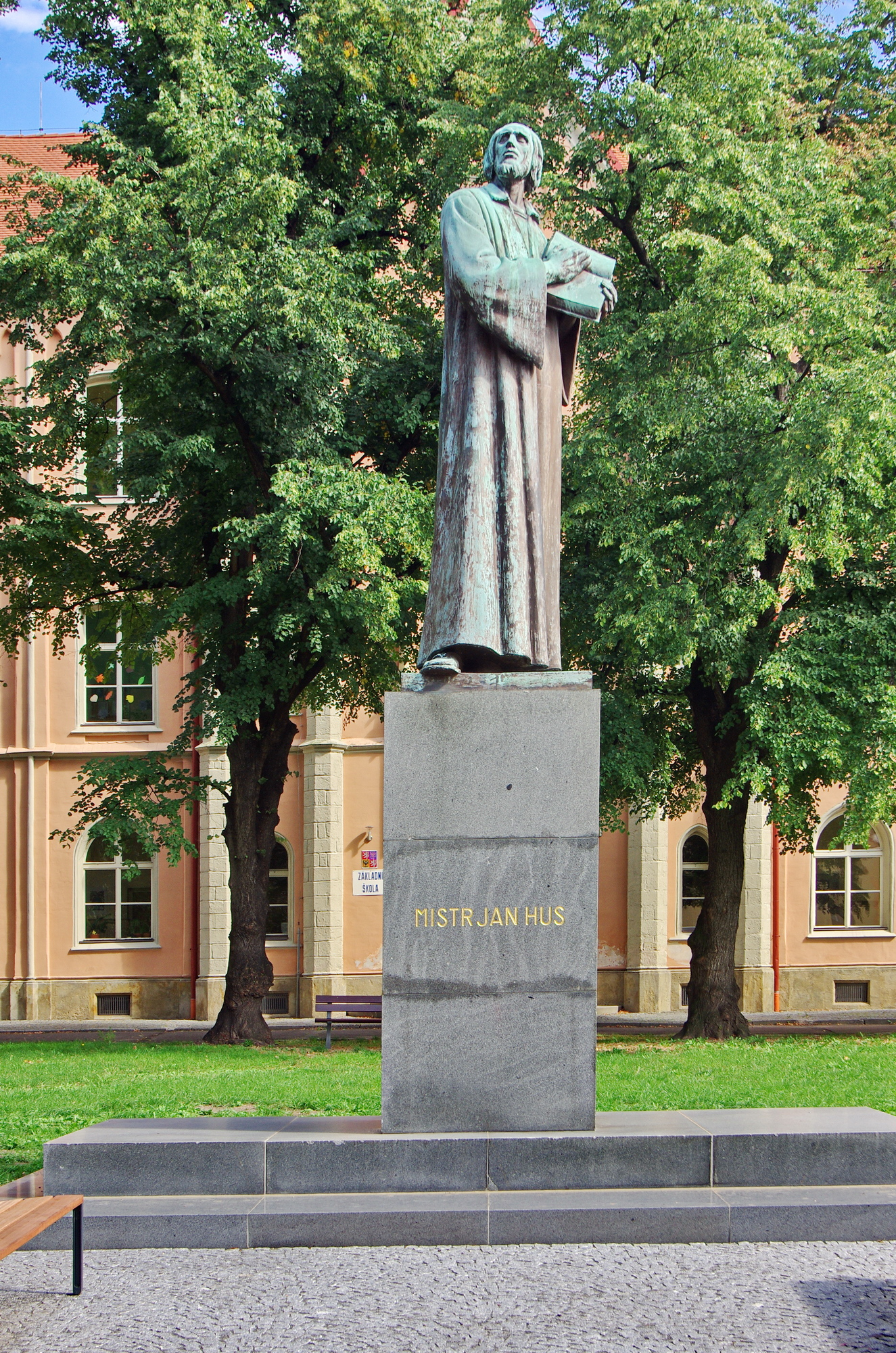
Pomník Jana Husa v Chrudimi
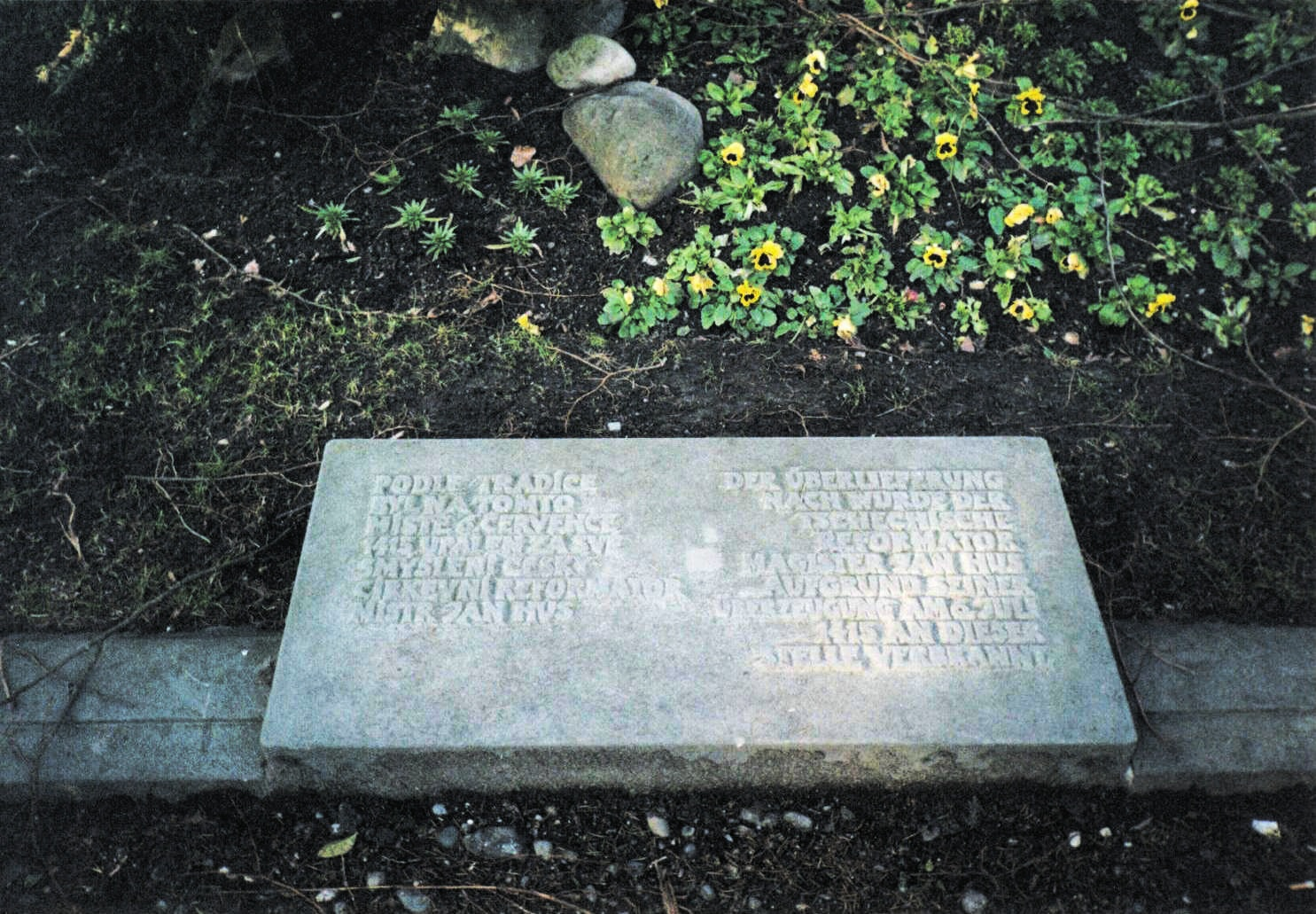
Pamětní deska Jana Husa v Kostnici
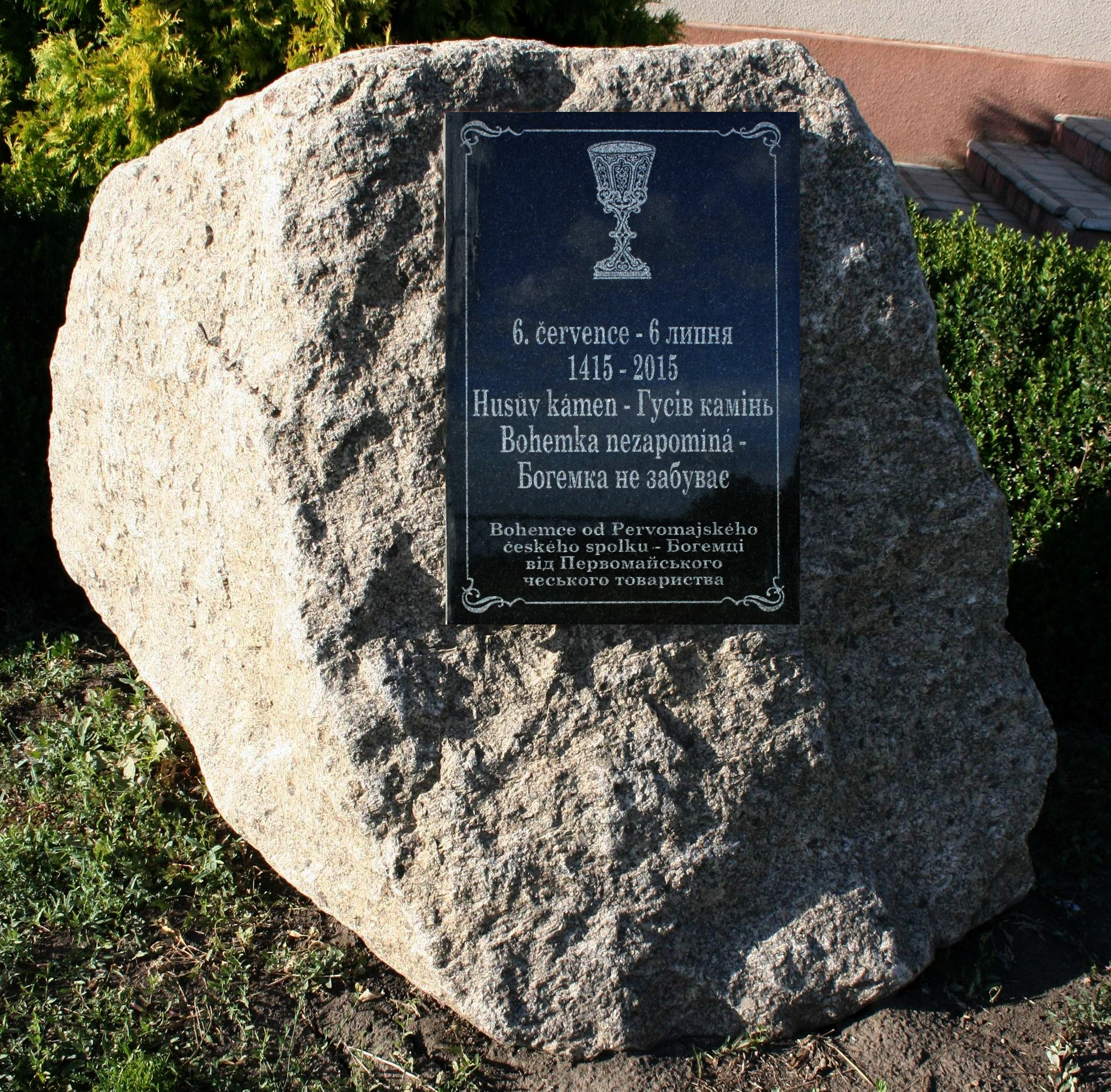
Husův kamen v Bohemce na Ukrajině
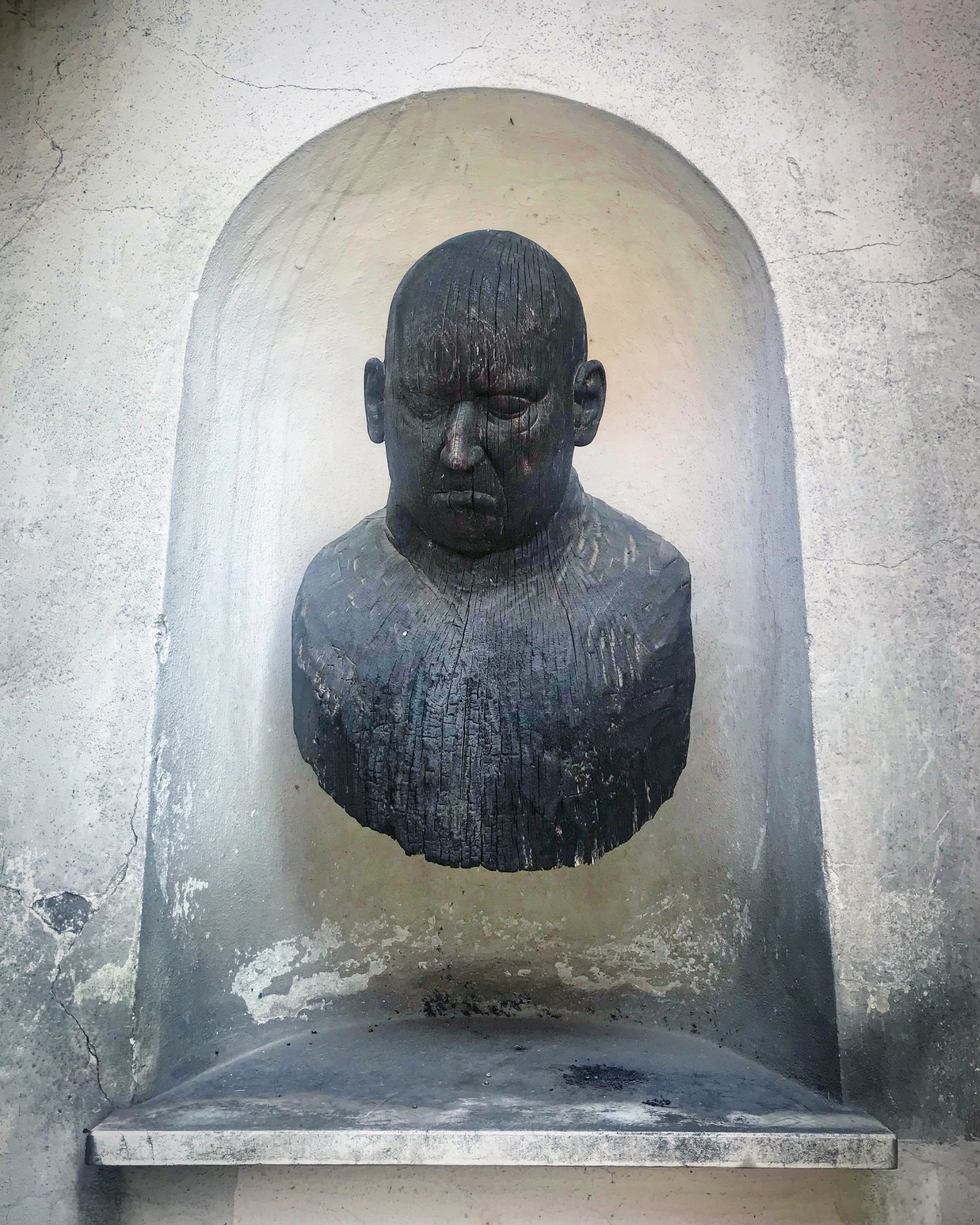
Busta Mistra Jana Husa na nádvoří Betlémské kaple v Praze